# Starlink
Starlink je satelitní konstelace provozovaná a budovaná společností SpaceX. Měla by po dokončení celkem zahrnovat téměř 12 tisíc družic, jež budou poskytovat širokopásmové připojení k internetu (satelitní internet). Celá konstelace by měla být dokončena do roku 2027.
Družice jsou rozmisťovány na mnoha drahách kolem Země ve třech výškových pásmech. Rozmístěny budou takto: 7518 ve výšce asi 340 km, 1584 ve výšce asi 550 km a 2825 satelitů ve výškách kolem 1200 km. První slupka družic, ve výšce 550 km, byla dokončena 26. května 2021 misí v1-L28.
První dávka 60 satelitů byla vynesena 24. května 2019 (UTC). Dosluhující satelity jsou nahrazovány novou generací družic Starlink. Od roku 2022 jsou na oběžnou dráhu umísťovány družice druhé generace, které jsou vybaveny lasery, a díky tomu mají družice možnost přenášet signál přímo mezi sebou, což vede ke snížení latence signálu a navíc je možné zredukovat počet pozemních stanic.
K červnu 2025 měla síť Starlink přes 6900 operačních družic na oběžné dráze Země, pokrývala území 111 států a celosvětově obsluhovala přes 6 miliónů uživatelů.

## Specifikace družic

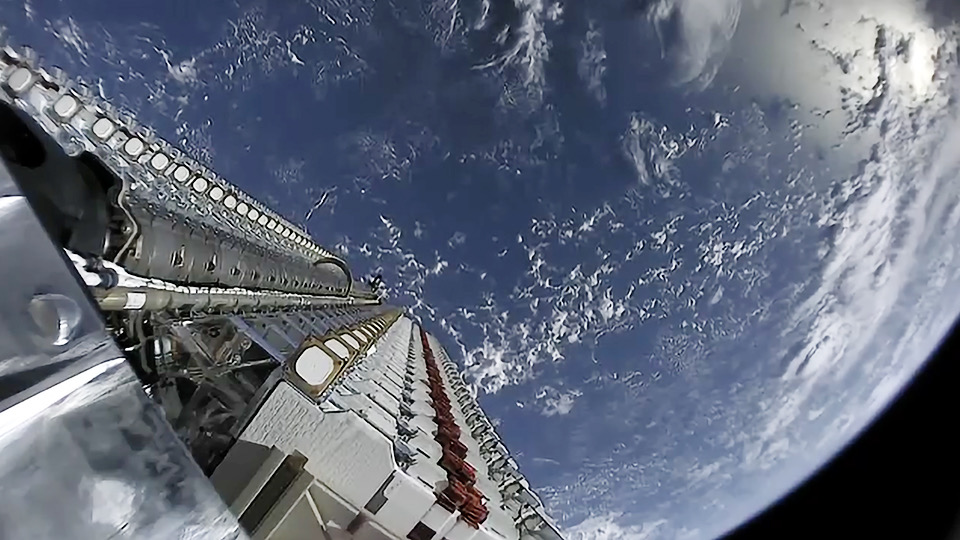
60 satelitů Starlink před uvolněním od druhého stupně Falconu 9

### Testovací družice
Prvními testovacími družicemi se měly stát MicroSat 1a a 1b. Byly vybavené transpondéry v pásmu Ku a kamerou s nízkým rozlišením pro pořizování snímků Země a satelitů navzájem. Měly startovat jako sekundární náklad při některé z misí Iridium NEXT v roce 2016. Nakonec byly použity pouze pro pozemní testy a jejich úlohu na oběžné dráze převzaly družice MicroSat 2a a 2b.
MicroSat 2a a 2b, později známé spíše jako Tintin A a B, byly dvě identické družice. Měly tvar kvádru s rozměry 1,1 m × 0,7 m × 0,7 m, každá o hmotnosti 400 kg. Jejich start byl plánován na začátek roku 2017, nakonec letěly jako sekundární náklad při misi Paz na začátku roku 2018. Stejně jako předchozí exempláře, byly i tyto vybaveny komunikací v pásmu Ku a kamerou s nízkým rozlišením. Sloužily k testům komunikace mezi dvěma pozemními stanovišti. Byly vybaveny dvojicí vyklápěcích solárních panelů o rozměrech 2 m × 8 m a anténou na principu fázového pole v pásmu Ku.

### Družice generace 1.0
Družice první generace jsou výrazně plošší a váží jen 227 kg. Jsou vybaveny jediným solárním panelem o výkonu 3 kW a Hallovým motorem vlastní výroby, který namísto typického xenonu spotřebovává krypton. Jde o první použití kryptonu pro pohon družice. Ten má sice o 10–15 % větší specifický impuls než xenon, ale produkuje o 15–25 % nižší tah a motory na krypton jsou o 15–25 % méně efektivní, takže ve výsledku pro vyrovnání se tahu xenonových motorů potřebují kryptonové výrazně větší výkon. Velkou předností kryptonu oproti xenonu, zvlášť u takto velké konstelace, je ale jeho cena za kilogram: krypton je 5krát až 10krát levnější.
Všechny satelity Starlink dokáží určit svou pozici pomocí GPS a zařízení pro sledování hvězd. Díky tomu dokáží lépe směrovat svůj signál, a také se, pomocí vlastního pohonu, automaticky vyhýbat odpadu a ostatním družicím na oběžné dráze.
Družice obsahují 4 antény v pásmu Ku, opět na principu fázového pole; u dalších generací je pak plánováno přidání laserové komunikace mezi satelity a antén v pásmech Ka a V.

### Družice generace 1.5
Od září 2021 je vypouštěna nová generace družic, označovaná také jako v 1.5, která je vybavena laserovými pojítky po mezidružicovou komunikaci v rámci sítě Starlink. To dále zefektivní a zrychlí komunikaci v rámci této sítě. Hmotnost družic narostla na cca 295 kg.
Další rozdíl oproti předchozí generaci má být při zániku v atmosféře: současná verze je navržena tak, že po vstupu do atmosféry shoří 95 % dílů, u budoucích generací by již měl shořet satelit celý.

### Družice generace 2.0
V přípravě je rovněž nová generace družic, která by měla výrazněji využívat laserových pojítek. To by mělo zajistit nárůst přenosové kapacity, snížit komunikační zpoždění o cca 10–20 ms a omezit závislost sítě na pozemních přístupových bodech.
Družice by měly mít hmotnost 1,25 tuny a měřit 7 metrů. Vynášet je bude nová loď Starship.

### Družice V2 mini
Vzhledem ke skluzům ve vývoji nosné rakety Starship se SpaceX rozhodla nasadit přechodový typ družic generace 2., který bývá také označován jako Starlink V2 mini. Jedná se o zmenšenou platformu o délce 4,1 m. Družice tak lze vypouštět pomocí existující infrastruktury raket Falcon 9. Hmotnost těchto družic při startu je cca 800 kg, což je 2,5× více než u stávajících družic verze 1.5.
Přenosová kapacita této verze byla výrazně posílena a nabízí až 4x vyšší přenosové pásmo oproti V 1.5.
Družice jsou osazeny dvojicí výklopných fotovoltaických panelů s maximálním rozpětím cca 30 metrů. U předešlé generace měla každá družice pouze jeden fotovoltaický panel, který po vyklopení měřil 11 metrů. Celková plocha fotovoltaických panelů jedné družice Starlink V2 Mini činí 116 metrů čtverečních, což je více než čtyřnásobek plochy panelu družice Starlink V1.5.
Pohonný systém těchto družic doznal význačných změn, neboť ty jsou nově vybaveny iontovými motory na argon. Motory poskytují 2,4× vyšší tah a 1,5× vyšší specifický impuls než kryptonové iontové motory na 1. a 1,5. generaci družic. Použitím levnějšího plynu Argon se výrazně sníží náklady na družici. Parametry nových motorů: tah – 170 mN, specifický impuls – 2500 s, celková účinnost – 50%, spotřeba – 4,2 kW, hmotnost motoru – 2,1 kg.

## Seznam startů
SpaceX využívá k vynášení satelitů Starlink nosnou raketu Falcon 9, pomocí které je možné vynést až 60 satelitů Starlink v1.0 případně až 54 těžších satelitů ve verzi v1.5. V budoucnu se plánuje vynášení satelitů raketou Starship, pomocí které by bylo možno vynést až 400 družic Starlink najednou.

| číslo letu                                                     | mise | COSPAR ID | Datum a čas (UTC) | Nosná raketa     | Kosmodrom              | Výška orbity | Inclinace | Vypuštěno družic | Funkčních družic | Status mise | |
| -------------------------------------------------------------- | --- | --------- | --- | ---------------- | ---------------------- | ------------ | --------- | ---------------- | ---------------- | ----------- | --- |
| –S                                                             | Tintin v0.1 | 2018-020  | 22. února 2018, 14:17 | F9 FT ♺ B1038.2  | Vandenberg, SLC-4E     | 514 km       | 97.5°     | 2                | 0                | Úspěšná     | |
| –S                                                             | Tintin v0.1 | 2018-020  | Testovací satelity Tintin A a B (MicroSat-2a a 2b), které byly vypuštěny jako sekundární náklad se satelitem Paz. Oba satelity již byly úspěšně deorbitovány. |                  |                        |              |           |                  |                  |             | |
| 1                                                              | v0.9 | 2019-029  | 24. května 2019, 02:30 | F9 B5 ♺ B1049.3  | CCAFS, SLC-40          | 440–550 km   | 53.0°     | 60               | 0                | Úspěšná     | |
| 1                                                              | v0.9 | 2019-029  | První start 60 testovacích satelitů. Satelity nemohou komunikovat mezi sebou, ale pouze s pozemními stanicemi. Pět týdnů po startu 57 z 60 satelitů bylo v pořádku. Naopak 3 satelity byly poškozeny a zanechány k samovolnému návratu do atmosféry. K 17. září 2020 byla většina satelitů zničena v atmosféře nebo ponechána na nižších orbitách. S celkovou vahou nákladu 13 620 kg šlo o nejtěžší náklad, jaký kdy do té doby jakákoli raketa SpaceX vynesla. |                  |                        |              |           |                  |                  |             | |
| 2                                                              | v1.0 L1 | 2019-074  | 11. listopadu 2019, 14:56 | F9 B5 ♺ B1048.4  | CCAFS, SLC-40          | 550 km       | 53.0°     | 60               | 53               | Úspěšná     | |
| 2                                                              | v1.0 L1 | 2019-074  | První start produkční verze satelitů (v1.0). Hmotnost satelitů byla zvýšena na 260 kg a každý je vybaven anténou pro pásmo Ka. Družice měly být původně vyneseny na dráhu ve výšce 440 km, ale došlo ke změně, kdy se vynesly do výšky pouze 280 km, ze které se do finální orbity dostali vlastním pohonem. Tento postup zajistí rychlou deorbitaci nefunkčních kusů.                                                                                           |                  |                        |              |           |                  |                  |             | |
| 3                                                              | v1.0 L2 | 2020-001  | 7. ledna 2020, 02:19 | F9 B5 ♺ B1049.4  | CCAFS, SLC-40          | 550 km       | 53.0°     | 60               | 52               | Úspěšná     | |
| 3                                                              | v1.0 L2 | 2020-001  | Jeden ze satelitů, který dostal přezdívku DarkSat, byl vybaven povlakem snižujícím odrazivost, pro snížení dopadů na pozemní astronomická pozorování |                  |                        |              |           |                  |                  |             | |
| 4                                                              | v1.0 L3 | 2020-006  | 29. ledna 2020, 14:06 | F9 B5 ♺ B1051.3  | CCAFS, SLC-40          | 550 km       | 53.0°     | 60               | 53               | Úspěšná     | |
| 5                                                              | v1.0 L4 | 2020-012  | 17. února 2020, 15:05 | F9 B5 ♺ B1056.4  | CCAFS, SLC-40          | 550 km       | 53.0°     | 60               | 55               | Úspěšná     | |
| 5                                                              | v1.0 L4 | 2020-012  | První vypuštění satelitů na eliptickou orbitu (212 × 386 km). |                  |                        |              |           |                  |                  |             | |
| 6                                                              | v1.0 L5 | 2020-019  | 18. března 2020, 12:16 | F9 B5 ♺ B1048.5  | KSC, LC-39A            | 550 km       | 53.0°     | 60               | 56               | Úspěšná     | |
| 7                                                              | v1.0 L6 | 2020-025  | 22. dubna 2020, 19:30:30 | F9 B5 ♺ B1051.4  | KSC, LC-39A            | 550 km       | 53.0°     | 60               | 58               | Úspěšná     | |
| 8                                                              | v1.0 L7 | 2020-035  | 4. června 2020, 01:25:00 | F9 B5 ♺ B1049.5  | CCAFS, SLC-40          | 550 km       | 53.0°     | 60               | 57               | Úspěšná     | |
| 8                                                              | v1.0 L7 | 2020-035  | Jeden ze satelitů, který dostal přezdívku VisorSat, byl vybaven clonou, která snižuje odrazivost slunečních paprsků na Zem, pro snížení dopadů na pozemní astronomická pozorování. |                  |                        |              |           |                  |                  |             | |
| 9                                                              | v1.0 L8 | 2020-038  | 13. června 2020, 9:21:18 | F9 B5 ♺ B1059.3  | CCAFS, SLC-40          | 550 km       | 53.0°     | 60               | 56               | Úspěšná     | |
| 9                                                              | v1.0 L8 | 2020-038  | První sdílený start satelitů Starlink. Bylo vypuštěno 58 satelitů Starlink a tři satelity Planet Labs, SkySats 16-18 pro pozorování Země. |                  |                        |              |           |                  |                  |             | |
| 10                                                             | v1.0 L9 | 2020-055  | 7. srpna 2020, 05:12:05 | F9 B5 ♺ B1051.5  | KSC, LC-39A            | 550 km       | 53.0°     | 57               | 56               | Úspěšná     | |
| 10                                                             | v1.0 L9 | 2020-055  | Sdílený start se satelity BlackSky Global 7 a 8, 5 a 6. Všechny satelity jsou vybaveny clonou testovanou při startu 4. června 2020. |                  |                        |              |           |                  |                  |             | |
| 11                                                             | v1.0 L10 | 2020-057  | 18. srpna 2020, 14:31:16 | F9 B5 ♺ B1049.6  | CCAFS, SLC-40          | 550 km       | 53.0°     | 58               | 56               | Úspěšná     | |
| 11                                                             | v1.0 L10 | 2020-057  | Sdílený start se satelity Planet Labs, SkySats 19-21 pro pozorování Země. |                  |                        |              |           |                  |                  |             | |
| 12                                                             | v1.0 L11 | 2020-062  | 3. září 2020, 12:46:14 | F9 B5 ♺ B1060.2  | KSC, LC-39A            | 550 km       | 53.0°     | 60               | 55               | Úspěšná     | |
| 13                                                             | v1.0 L12 | 2020-070  | 6. října 2020, 11:29:34 | F9 B5 ♺ B1058.3  | KSC, LC-39A            | 550 km       | 53.0°     | 60               | 57               | Úspěšná     | |
| 14                                                             | v1.0 L13 | 2020-073  | 18. října 2020, 12:25:57 | F9 B5 ♺ B1051.6  | KSC, LC-39A            | 550 km       | 53.0°     | 60               | 55               | Úspěšná     | |
| 15                                                             | v1.0 L14 | 2020-074  | 24. října 2020, 15:31:34 | F9 B5 ♺ B1060.3  | CCAFS, SLC-40          | 550 km       | 53.0°     | 60               | 53               | Úspěšná     | |
| 16                                                             | v1.0 L15 | 2020-088  | 25. listopadu 2020, 2:13 | F9 B5 ♺ B1049.7  | CCAFS, SLC-40          | 550 km       | 53.0°     | 60               | 55               | Úspěšná     | |
| 17                                                             | v1.0 L16 | 2021-005  | 20. ledna 2021, 13:02:00 | F9 B5 ♺ B1051.8  | KSC, LC-39A            | 550 km       | 53.0°     | 60               | 60               | Úspěšná     | |
| –                                                              | v0.9 Tr-1 | 2021-006  | 24. ledna 2021, 15:00:00 | F9 B5 ♺ B1058.5  | CCSFS, SLC-40          | 560 km       | 97.5°     | 10               | 0                | Úspěšná     | |
| –                                                              | v0.9 Tr-1 | 2021-006  | První vypuštění prototypů družic Starlink s laserovými spoji na polární dráhu, které byly součástí mise Transporter-1, v rámci programu SmallSat Rideshare. |                  |                        |              |           |                  |                  |             | |
| 18                                                             | v1.0 L18 | 2021-009  | 4. února 2021, 06:19:00 | F9 B5 ♺ B1060.5  | CCSFS, SLC-40          | 550 km       | 53.0°     | 60               | 60               | Úspěšná     | |
| 19                                                             | v1.0 L19 | 2021-012  | 16. února 2021, 03:59:37 | F9 B5 ♺ B1059.6  | CCSFS, SLC-40          | 550 km       | 53.0°     | 60               | 60               | Úspěšná     | |
| 19                                                             | v1.0 L19 | 2021-012  | Došlo ke ztrátě prvního stupně v Atlantském oceánu při návratu na Zem. |                  |                        |              |           |                  |                  |             | |
| 20                                                             | v1.0 L17 | 2021-017  | 4. března 2021, 08:24:54 | F9 B5 ♺ B1049.8  | KSC, LC-39A            | 550 km       | 53.0°     | 60               | 60               | Úspěšná     | |
| 21                                                             | v1.0 L20 | 2021-018  | 11. března 2021, 8:13 | F9 B5 ♺ B1058.6  | CCSFS, SLC-40          | 550 km       | 53.0°     | 60               | 60               | Úspěšná     | |
| 22                                                             | v1.0 L21 | 2021-021  | 14. března 2021, 10:01 | F9 B5 ♺ B1051.9  | KSC, LC-39A            | 550 km       | 53.0°     | 60               | 59               | Úspěšná     | |
| 23                                                             | v1.0 L22 | 2021-024  | 24. března 2021, 08:28 | F9 B5 ♺ B1060.6  | CCSFS, SLC-40          | 550 km       | 53.0°     | 60               | 60               | Úspěšná     | |
| 24                                                             | v1.0 L23 | 2021-027  | 7. duben 2021, 16:34 | F9 B5 ♺ B1058.7  | CCSFS, SLC-40          | 550 km       | 53.0°     | 60               | 60               | Úspěšná     | |
| 25                                                             | v1.0 L24 | 2021-036  | 29. duben 2021, 3:44 | F9 B5 ♺ B1060.7  | CCSFS, SLC-40          | 550 km       | 53.0°     | 60               | 60               | Úspěšná     | |
| 26                                                             | v1.0 L25 | 2021-038  | 4. květen 2021, 19:01 | F9 B5 ♺ B1049.9  | KSC, LC-39A            | 550 km       | 53.0°     | 60               | 60               | Úspěšná     | |
| 27                                                             | v1.0 L27 | 2021-040  | 9. květen 2021, 6:42 | F9 B5 ♺ B1051.10 | CCSFS, SLC-40          | 550 km       | 53.0°     | 60               | 58               | Úspěšná     | |
| 28                                                             | v1.0 L26 | 2021-041  | 15. květen 2021, 22:56 | F9 B5 ♺ B1058.8  | KSC, LC-39A            | 550 km       | 53.0°     | 52               | 51               | Úspěšná     | |
| 28                                                             | v1.0 L26 | 2021-041  | Sdílený start s radarovou družicí Capella-6 a družicí pro pozorování Země Tyvak-0130. |                  |                        |              |           |                  |                  |             | |
| 29                                                             | v1.0 L28 | 2021-044  | 26. květen 2021, 18:59 | F9 B5 ♺ B1063.2  | CCSFS, SLC-40          | 550 km       | 53.0°     | 60               | 60               | Úspěšná     | |
| –                                                              | v1.0 Tr-2 | 2021-057  | 30. června 2021, 19:31 | F9 B5 ♺ B1060.8  | CCSFS, SLC-40          | 560 km       | 97.5°     | 3                | 3                | Úspěšná     | |
| –                                                              | v1.0 Tr-2 | 2021-057  | Vypuštění 3 družic Starlink na polární dráhu, které byly součástí mise Transporter-2, v rámci programu SSR (sdílený start s několika různými družicemi). |                  |                        |              |           |                  |                  |             | |
| 30                                                             | v1.5 L2-1 | 2021-082  | 14. září 2021, 3:55 | F9 B5 ♺ B1049.10 | Vandenberg, SLC-4E     | 570 km       | 70.0°     | 51               | 51               | Úspěšná     | |
| 30                                                             | v1.5 L2-1 | 2021-082  | První start vylepšených družic Starlink s laserovými spoji z Vandenbergovy základny v Kalifornii. |                  |                        |              |           |                  |                  |             | |
| 31                                                             | v1.5 L4-1 | 2021-104  | 13. listopad 2021, 13:19 | F9 B5 ♺ B1058.9  | CCSFS, SLC-40          | 540 km       | 53.2°     | 53               | 53               | Úspěšná     | |
| 32                                                             | v1.5 L4-3 | 2021-115  | 2. prosinec 2021, 23:12:15 | F9 B5 ♺ B1060.9  | CCSFS, SLC-40          | 540 km       | 53.2°     | 48               | 48               | Úspěšná     | |
| 33                                                             | v1.5 L4-4 | 2021-125  | 18. prosince 2021, 12:41:40 | F9 B5 ♺ B1051.11 | Vandenberg, SLC-4E     | 540 km       | 53.2°     | 52               | 51               | Úspěšná     | |
| 34                                                             | v1.5 L4-5 | 2022-001  | 6. ledna 2022, 21:49:10 | F9 B5 ♺ B1062.4  | KSC, LC-39A            | 540 km       | 53.2°     | 49               | 49               | Úspěšná     | |
| 35                                                             | v1.5 L4-6 | 2022-005  | 19. ledna 2022, 02:02:40 | F9 B5 ♺ B1060.10 | KSC, LC-39A            | 540 km       | 53.2°     | 49               | 49               | Úspěšná     | |
| 36                                                             | v1.5 L4-7 | 2022-010  | 3. února 2022, 18:13:20 | F9 B5 ♺ B1061.6  | KSC, LC-39A            | 540 km       | 53.2°     | 49               | 11               | Úspěšná     | |
| 36                                                             | v1.5 L4-7 | 2022-010  | Družice z této mise byly krátce po startu ovlivněny geomagnetickou bouří, která měla za následek selhání 38 družic. |                  |                        |              |           |                  |                  |             | |
| 37                                                             | v1.5 L4-8 | 2022-016  | 21. února 2022, 14:44:20 | F9 B5 ♺ B1058.11 | CCSFS, SLC-40          | 540 km       | 53.2°     | 46               | 46               | Úspěšná     | |
| 38                                                             | v1.5 L4-11 | 2022-017  | 25. února 2022, 17:12 | F9 B5 ♺ B1063.4  | Vandenberg, SLC-4E     | 540 km       | 53.2°     | 50               | 50               | Úspěšná     | |
| 39                                                             | v1.5 L4-9 | 2022-022  | 3. března 2022, 14:25 | F9 B5 ♺ B1060.11 | KSC, LC-39A            | 540 km       | 53.2°     | 47               | 47               | Úspěšná     | |
| 40                                                             | v1.5 L4-10 | 2022-025  | 9. března 2022, 13:45 | F9 B5 ♺ B1052.4  | CCSFS, SLC-40          | 540 km       | 53.2°     | 48               | 48               | Úspěšná     | |
| 41                                                             | v1.5 L4-12 | 2022-029  | 19. března 2022, 03:24 | F9 B5 ♺ B1051.12 | CCSFS, SLC-40          | 540 km       | 53.2°     | 53               | 53               | Úspěšná     | |
| 42                                                             | v1.5 L4-14 | 2022-041  | 21. dubna 2022, 17:51:40 | Falcon 9         | CCSFS, SLC-40          | 540 km       | 53.2°     | 53               | 53               | Úspěšná     | |
| 43                                                             | v1.5 L4-16 | 2022-045  | 29. dubna 2022, 21:27:10 | Falcon 9         | CCSFS, SLC-40          | 540 km       | 53.2°     | 53               | 53               | Úspěšná     | |
| 44                                                             | v1.5 L4-17 | 2022-049  | 6. května 2022, 09:42 | Falcon 9         | KSC, LC-39A            | 540 km       | 53.2°     | 53               | 53               | Úspěšná     | |
| 45                                                             | v1.5 L4-13 | 2022-051  | 13. května 2022, 22:07:50 | Falcon 9         | Vandenberg, SLC-4E     | 540 km       | 53.2°     | 53               | 53               | Úspěšná     | |
| 46                                                             | v1.5 L4-15 | 2022-052  | 14. května 2022, 20:40:50 | Falcon 9         | CCSFS, SLC-40          | 540 km       | 53.2°     | 53               | 53               | Úspěšná     | |
| 46                                                             | První start Starlink s využitím zcela nového prvního stupně rakety Falcon 9.                                               |           | |                  |                        |              |           |                  |                  |             | |
| 47                                                             | v1.5 L4-18 | 2022-053  | 18. května 2022, 10:59:40 | Falcon 9         | KSC, LC-39A            | 540 km       | 53.2°     | 53               | 53               | Úspěšná     | |
| 48                                                             | v1.5 L4-19 | 2022-062  | 17. června 2022, 16:09:20 | Falcon 9         | KSC, LC-39A            | 540 km       | 53.2°     | 53               | 53               | Úspěšná     | |
| 49                                                             | v1.5 L4-21 | 2022-076  | 7. července 2022, 13:11:10 | Falcon 9         | CCSFS, SLC-40          | 540 km       | 53.2°     | 53               | 53               | Úspěšná     | |
| 50                                                             | v1.5 L3-1 | 2022-077  | 11. července 2022, 01:39:40 | Falcon 9         | CCSFS, SLC-40          | 560 km       | 97.6°     | 46               | 46               | Úspěšná     | |
| 50                                                             | 50. start Starlink |           | |                  |                        |              |           |                  |                  |             | |
| 51                                                             | v1.5 L4-22 | 2022-083  | 17. července 2022, 14:20 | Falcon 9         | CCSFS, SLC-40          | 540 km       | 53.2°     | 53               | 53               | Úspěšná     | |
| 52                                                             | v1.5 L3-2 | 2022-084  | 22. července 2022, 17:39:40 | Falcon 9         | Vandenberg, SLC-4E     | 560 km       | 97.6°     | 46               | 46               | Úspěšná     | |
| 53                                                             | v1.5 L4-25 | 2022-086  | 24. července 2022, 13:38:20 | Falcon 9         | KSC, LC-39A            | 540 km       | 53.2°     | 53               | 51               | Úspěšná     | |
| 54                                                             | v1.5 L4-26 | 2022-097  | 10. srpna 2022, 02:14:40 | Falcon 9         | KSC, LC-39A            | 540 km       | 53.2°     | 52               | 51               | Úspěšná     | |
| 55                                                             | v1.5 L3-3 | 2022-099  | 12. srpna 2022, 21:40:20 | Falcon 9         | Vandenberg, SLC-4E     | 560 km       | 97.6°     | 46               | 46               | Úspěšná     | |
| 56                                                             | v1.5 L4-27 | 2022-101  | 19. srpna 2022, 19:21:20 | Falcon 9         | CCSFS, SLC-40          | 540 km       | 53.2°     | 53               | 53               | Úspěšná     | |
| 57                                                             | v1.5 L4-23 | 2022-104  | 28. srpna 2022, 03:41 | Falcon 9         | CCSFS, SLC-40          | 540 km       | 53.2°     | 54               | 53               | Úspěšná     | |
| 57                                                             | Nejtěžšší náklad vynesený raketou Falcon 9 na dráhu se sklonem 53.2° ve výšce 540 km.                                      |           | |                  |                        |              |           |                  |                  |             | |
| 58                                                             | v1.5 L3-4 | 2022-105  | 31. srpna 2022, 05:40:10 | Falcon 9         | Vandenberg, SLC-4E     | 560 km       | 97.6°     | 46               | 46               | Úspěšná     | |
| 59                                                             | v1.5 L4-20 | 2022-107  | 5. září 2022, 02:09:40 | Falcon 9         | CCSFS, SLC-40          | 540 km       | 53.2°     | 51               | 51               | Úspěšná     | |
| 59                                                             | Sdílená mise programu Rideshare s družicí: Sherpa-LTC2.                                                                    |           | |                  |                        |              |           |                  |                  |             | |
| 60                                                             | v1.5 L4-2 | 2022-111  | 11. září 2022, 01:20 | Falcon 9         | KSC, LC-39A            | 540 km       | 53.2°     | 34               | 34               | Úspěšná     | |
| 60                                                             | Sdílená mise programu Rideshare s družicí BlueWalker-3.                                                                    |           | |                  |                        |              |           |                  |                  |             | |
| 61                                                             | v1.5 L4-34 | 2022-114  | 19. září 2022, 00:18:40 | Falcon 9         | CCSFS, SLC-40          | 540 km       | 53.2°     | 54               | 54               | Úspěšná     | |
| 62                                                             | v1.5 L4-35 | 2022-119  | 24. září 2022, 23:32:10 | Falcon 9         | CCSFS, SLC-40          | 540 km       | 53.2°     | 52               | 52               | Úspěšná     | |
| 63                                                             | v1.5 L4-29 | 2022-125  | 5. říjen 2022, 23:10:30 | Falcon 9         | Vandenberg, SLC-4E     | 540 km       | 53.2°     | 52               | 52               | Úspěšná     | |
| 63                                                             | Ustanovení nového rekordu pro nejkratší čas mezi starty dvou raket Falcon 9 v rozpětí pouhých 7 hodin a 10 minut.          |           | |                  |                        |              |           |                  |                  |             | |
| 64                                                             | v1.5 L4-36 | 2022-136  | 20. října 2022, 14:50:40 | Falcon 9         | CCSFS, SLC-40          | 540 km       | 53.2°     | 54               | 54               | Úspěšná     | |
| 65                                                             | v1.5 4-31 | 2022-141  | 28. října 2022, 01:14 | Falcon 9         | Vandenberg, SLC-4E     | 540 km       | 53.2°     | 53               | 53               | Úspěšná     | |
| 66                                                             | v1.5 4-37 | 2022-175  | 17. Prosince 2022, 21:32 | Falcon 9         | KSC, LC-39A            | 540 km       | 53.2°     | 54               | 54               | Úspěšná     | |
| 67                                                             | v1.5 5-1 | 2022-177  | 28. prosince 2022, 9:34 | Falcon 9         | CCSFS, SLC-40          | 530 km       | 43.0°     | 54               | 54               | Úspěšná     | |
| 67                                                             | První start do oběžné roviny druhé generace sítě Starlink.                                                                 |           | |                  |                        |              |           |                  |                  |             | |
| 68                                                             | v1.5 2-4 | 2023-010  | 19. ledna 2023, 15:43 | Falcon 9         | Vandenberg, SLC-4E     | 570 km       | 70.0°     | 51               | 50               | Úspěšná     | |
| 69                                                             | v1.5 5-2 | 2023-013  | 26. ledna 2023, 9:32 | Falcon 9         | CCSFS, SLC-40          | 530 km       | 43.0°     | 56               | 55               | Úspěšná     | |
| 70                                                             | v1.5 2-6 | 2023-014  | 31. ledna 2023, 16:15 | Falcon 9         | Vandenberg, SLC-4E     | 570 km       | 70.0°     | 49               | 47               | Úspěšná     | |
| 70                                                             | Mise se souběžným vypuštěním družic programu Ridershare.                                                                   |           | |                  |                        |              |           |                  |                  |             | |
| 71                                                             | v1.5 5-3 | 2023-015  | 2. února 2023, 7:58 | Falcon 9         | KSC, LC-39A            | 530 km       | 43.0°     | 53               | 52               | Úspěšná     | |
| 72                                                             | v1.5 5-4 | 2023-020  | 12. února 2023, 5:10 | Falcon 9         | CCSFS, SLC-40          | 530 km       | 43.0°     | 55               | 54               | Úspěšná     | |
| 73                                                             | v1.5 2-5 | 2023-021  | 17. února 2023, 19:12 | Falcon 9         | Vandenberg, SLC-4E     | 570 km       | 70.0°     | 51               | 50               | Úspěšná     | |
| 74                                                             | v2.0 Mini 6-1 | 2023-026  | 27- února 2023, 23:13 | Falcon 9         | CCSFS, SLC-40          | 559 km       | 43.0°     | 21               | 15               | Úspěšná     | |
| 74                                                             | První vypuštění větších, modernizovaných satelitů Starlink V2 Mini se čtyřnásobnou šířkou pásma oproti předchozím modelům. |           | |                  |                        |              |           |                  |                  |             | |
| 75                                                             | v1.5 2-7 | 2023-028  | 3. března 2023, 18:38 | Falcon 9         | Vandenberg, SLC-4E     | 570 km       | 70.0°     | 51               | 51               | Úspěšná     | |
| 76                                                             | v1.5 2-8 | 2023-037  | 17. března 2023, 19:26 | Falcon 9         | Vandenberg, SLC-4E     | 570 km       | 70.0°     | 52               | 52               | Úspěšná     | |
| 77                                                             | v1.5 5-5 | 2023-042  | 24. března 2023, 15:43 | Falcon 9         | CCSFS, SLC-40          | 560 km       | 43.0°     | 56               | 56               | Úspěšná     | |
| 78                                                             | v1.5 5-10 | 2023-046  | 29. března 2023, 20:01 | Falcon 9         | CCSFS, SLC-40          | 530 km       | 43.0°     | 56               | 56               | Úspěšná     | |
| 79                                                             | v2.0 Mini 6-2 | 2023-056  | 19. dubna 2023, 14:31 | Falcon 9         | CCSFS, SLC-40          | 559 km       | 43.0°     | 21               | 20               | Úspěšná     | |
| 80                                                             | v1.5 3-5 | 2023-058  | 27. dubna 2023, 13:40 | Falcon 9         | Vandenberg, SLC-4E     | 560 km       | 97.6°     | 46               | 46               | Úspěšná     | |
| 81                                                             | v1.5 5-6 | 2023-061  | 4. května 2023, 07:31 | Falcon 9         | CCSFS, SLC-40          | 530 km       | 43.0°     | 56               | 56               | Úspěšná     | |
| 82                                                             | v1.5 2-9 | 2023-064  | 10. května 2023, 20:09 | Falcon 9         | Vandenberg, SLC-4E     | 570 km       | 70.0°     | 51               | 51               | Úspěšná     | |
| 83                                                             | v1.5 5-9 | 2023-065  | 14. května 2023, 05:03 | Falcon 9         | CCSFS, SLC-40          | 530 km       | 43.0°     | 56               | 56               | Úspěšná     | |
| 84                                                             | v2.0 Mini 6-3 | 2023-067  | 19. května 2023, 06:19 | Falcon 9         | CCSFS, SLC-40          | 559 km       | 43.0°     | 22               | 21               | Úspěšná     | |
| 85                                                             | v1.5 2-10 | 2023-078  | 31. května 2023, 06:02 | Falcon 9         | Vandenberg, SLC-4E     | 570 km       | 70.0°     | 52               | 52               | Úspěšná     | |
| 86                                                             | v2.0 Mini 6-4 | 2023-079  | 4. června 2023, 12:20 | Falcon 9         | CCSFS, SLC-40          | 559 km       | 43.0°     | 22               | 19               | Úspěšná     | |
| 87                                                             | v1.5 5-11 | 2023-083  | 12. června 2023, 07:10 | Falcon 9         | CCSFS, SLC-40          | 530 km       | 43.0°     | 52               | 52               | Úspěšná     | |
| 88                                                             | v1.5 5-7 | 2023-088  | 22. června 2023, 07:19 | Falcon 9         | Vandenberg, SLC-4E     | 530 km       | 43.0°     | 47               | 47               | Úspěšná     | |
| 89                                                             | v1.5 5-12 | 2023-090  | 23. června 2023, 15:35 | Falcon 9         | CCSFS, SLC-40          | 530 km       | 43.0°     | 56               | 56               | Úspěšná     | |
| 90                                                             | v1.5 5-13 | 2023-094  | 7. července 2023, 19:29 | Falcon 9         | Vandenberg, SLC-4E     | 530 km       | 43.0°     | 48               | 48               | Úspěšná     | |
| 91                                                             | v2.0 Mini 6-5 | 2023-096  | 10. července 2023, 03:58 | Falcon 9         | CCSFS, SLC-40          | 559 km       | 43.0°     | 22               | 22               | Úspěšná     | |
| 92                                                             | v1.5 5-15 | 2023-099  | 16. července 2023, 03:50 | Falcon 9         | CCSFS, SLC-40          | 530 km       | 43.0°     | 54               | 54               | Úspěšná     | |
| 93                                                             | v2.0 Mini 6-15 | 2023-102  | 19. července 2023, 04:09 | Falcon 9         | Vandenberg, SLC-4E     | 559 km       | 43.0°     | 15               | 15               | Úspěšná     | |
| 94                                                             | v2.0 Mini 6-6 | 2023-105  | 24. července 2023, 00:50 | Falcon 9         | CCSFS, SLC-40          | 559 km       | 43.0°     | 22               | 22               | Úspěšná     | |
| 95                                                             | v2.0 Mini 6-7 | 2023-107  | 28. července 2023, 04:01 | Falcon 9         | CCSFS, SLC-40          | 559 km       | 43.0°     | 22               | 22               | Úspěšná     | |
| 96                                                             | v2.0 Mini 6-8 | 2023-113  | 7. srpna 2023, 02:41 | Falcon 9         | CCSFS, SLC-40          | 559 km       | 43.0°     | 22               | 22               | Úspěšná     | |
| 97                                                             | v2.0 Mini 6-20 | 2023-115  | 8. srpna 2023, 03:57 | Falcon 9         | Vandenberg, SLC-4E     | 559 km       | 43.0°     | 15               | 15               | Úspěšná     | |
| 98                                                             | v2.0 Mini 6-9 | 2023-120  | 11. srpna 2023, 05:17 | Falcon 9         | CCSFS, SLC-40          | 559 km       | 43.0°     | 22               | 22               | Úspěšná     | |
| 99                                                             | v2.0 Mini 6-10 | 2023-122  | 17. srpna 2023, 03:36 | Falcon 9         | CCSFS, SLC-40          | 559 km       | 43.0°     | 22               | 22               | Úspěšná     | |
| 100                                                            | v2.0 Mini 7-1 | 2023-124  | 22. srpna 2023, 09:37 | Falcon 9         | Vandenberg, SLC-4E     | 525 km       | 53.05°    | 21               | 21               | Úspěšná     | |
| Stý start družic Starlink (kromě vypuštění družic Tintin A&B). | |           | |                  |                        |              |           |                  |                  |             | |
| 101                                                            | v2.0 Mini 6-11 | 2023-129  | 27. srpna 2023, 01:05 | Falcon 9         | CCSFS, SLC-40          | 559 km       | 43.0°     | 22               | 22               | Úspěšná     | |
| 102                                                            | v2.0 Mini 6-13 | 2023-131  | 1. září 2023, 02:21 | Falcon 9         | CCSFS, SLC-40          | 559 km       | 43.0°     | 22               | 22               | Úspěšná     | |
| 103                                                            | v2.0 Mini 6-12 | 2023-134  | 4. září 2023, 02:47 | Falcon 9         | KSC, LC-39A            | 559 km       | 43.0°     | 21               | 21               | Úspěšná     | |
| 104                                                            | v2.0 Mini 6-14 | 2023-138  | 9. září 2023, 03:12 | Falcon 9         | CCSFS, SLC-40          | 559 km       | 43.0°     | 22               | 22               | Úspěšná     | |
| 105                                                            | v2.0 Mini 7-2 | 2023-141  | 12. září 2023, 06:57 | Falcon 9         | Vandenberg, SLC-4E     | 525 km       | 53.05°    | 21               | 21               | Úspěšná     | |
| 106                                                            | v2.0 Mini 6-16 | 2023-144  | 16. září 2023, 03:38 | Falcon 9         | CCSFS, SLC-40          | 559 km       | 43.0°     | 22               | 22               | Úspěšná     | |
| 107                                                            | v2.0 Mini 6-17 | 2023-146  | 20. září 2023, 03:38 | Falcon 9         | CCSFS, SLC-40          | 559 km       | 43.0°     | 22               | 22               | Úspěšná     | |
| 108                                                            | v2.0 Mini 6-18 | 2023-147  | 24. září 2023, 03:38 | Falcon 9         | CCSFS, SLC-40          | 559 km       | 43.0°     | 22               | 22               | Úspěšná     | |
| 109                                                            | v2.0 Mini 7-3 | 2023-148  | 25. září 2023, 08:48 | Falcon 9         | Vandenberg, SLC-4E     | 525 km       | 53.05°    | 21               | 21               | Úspěšná     | |
| 110                                                            | v2.0 Mini 6-19 | 2023-151  | 30. září 2023, 02:00 | Falcon 9         | CCSFS, SLC-40          | 559 km       | 43.0°     | 22               | 22               | Úspěšná     | |
| 111                                                            | v2.0 mini 6-21 | 2023-153  | 5. října 2023, 05:36 | Falcon 9         | CCSFS, SLC-40          | 559 km       | 43.0°     | 22               | 22               | Úspěšná     | |
| 112                                                            | v2 mini, Group 7-4 | 2023-156  | 9. října 2023, 07:23 | Falcon 9         | Vandenberg, SLC-4E     | 525 km       | 53.05°    | 21               | 21               | Úspěšná     | |
| 113                                                            | v2 mini, Group 6-22 | 2023-158  | 13. října 2023, 23:01 | Falcon 9         | CCSFS, SLC-40          | 559 km       | 43.0°     | 22               | 22               | Úspěšná     | |
| 114                                                            | v2 mini, Group 6-23 | 2023-160  | 18. října 2023, 00:39 | Falcon 9         | CCSFS, SLC-40          | 559 km       | 43.0°     | 22               | 22               | Úspěšná     | |
| 115                                                            | v2 mini, Group 7-5 | 2023-161  | 21. října 2023, 08:23 | Falcon 9         | Vandenberg, SLC-4E     | 525 km       | 53.05°    | 21               | 21               | Úspěšná     | |
| 116                                                            | v2 mini, Group 6-24 | 2023-162  | 22. října 2023, 02:17 | Falcon 9         | CCSFS, SLC-40          | 559 km       | 43.0°     | 23               | 23               | Úspěšná     | |
| 117                                                            | v2 mini, Group 7-6 | 2023-166  | 29. října 2023, 09:00 | Falcon 9         | Vandenberg, SLC-4E     | 525 km       | 53.05°    | 22               | 22               | Úspěšná     | |
| 118                                                            | v2 mini, Group 6-25 | 2023-167  | 30. října 2023, 23:20 | Falcon 9         | CCSFS, SLC-40          | 559 km       | 43.0°     | 23               | 23               | Úspěšná     | |
| 119                                                            | v2 mini, Group 6-26 | 2023-170  | 4. listopadu 2023, 00:37 | Falcon 9         | CCSFS, SLC-40          | 559 km       | 43.0°     | 23               | 23               | Úspěšná     | |
| 120                                                            | v2 mini, Group 6-27 | 2023-171  | 8. listopadu 2023, 05:05 | Falcon 9         | CCSFS, SLC-40          | 559 km       | 43.0°     | 23               | 23               | Úspěšná     | |
| 121                                                            | v2 mini, Group 6-28 | 2023-177  | 18. listopadu 2023, 05:05 | Falcon 9         | CCSFS, SLC-40          | 559 km       | 43.0°     | 23               | 23               | Úspěšná     | |
| 122                                                            | v2 mini, Group 7-7 | 2023-178  | 20. listopadu 2023, 10:30 | Falcon 9         | Vandenberg, SLC-4E     | 525 km       | 53.05°    | 22               | 22               | Úspěšná     | |
| 123                                                            | v2 mini, Group 6-29 | 2023-180  | 22. listopadu 2023, 07:47 | Falcon 9         | CCSFS, SLC-40          | 559 km       | 43.0°     | 23               | 23               | Úspěšná     | |
| 124                                                            | v2 mini, Group 6-30 | 2023-183  | 28. listopadu 2023, 04:20 | Falcon 9         | CCSFS, SLC-40          | 559 km       | 43.0°     | 23               | 23               | Úspěšná     | |
| 125                                                            | v2 mini, Group 6-31 | 2023-186  | 3. prosince 2023, 04:00 | Falcon 9         | CCSFS, SLC-40          | 559 km       | 43.0°     | 23               | 23               | Úspěšná     | |
| 126                                                            | v2 mini, Group 6-33 | 2023-191  | 7. prosince 2023, 05:07 | Falcon 9         | CCSFS, SLC-40          | 559 km       | 43.0°     | 23               | 23               | Úspěšná     | |
| 127                                                            | v2 mini, Group 7-8 | 2023-192  | 8. prosince 2023, 08:03 | Falcon 9         | Vandenberg, SLC-4E     | 525 km       | 53.05°    | 22               | 22               | Úspěšná     | |
| 128                                                            | v2 mini, Group 6-34 | 2023-200  | 19. prosince 2023, 04:00 | Falcon 9         | CCSFS, SLC-40          | 559 km       | 43.0°     | 23               | 23               | Úspěšná     | |
| 129                                                            | v2 mini, Group 6-32 | 2023-203  | 23. prosince 2023, 04:00 | Falcon 9         | CCSFS, SLC-40          | 559 km       | 43.0°     | 23               | 22               | Úspěšná     | |
| 130                                                            | v2 mini, Group 6-36 | 2023-211  | 29. prosince 2023, 04:00 | Falcon 9         | CCSFS, SLC-40          | 559 km       | 43.0°     | 23               | 22               | Úspěšná     | |
| 131                                                            | v2 mini, Group 7-9 | 2024-002  | 3. ledna 2024, 03:44 | Falcon 9         | Vandenberg, SLC-4E     | 525 km       | 53.05°    | 21               | 21               | Úspěšná     | Poznámka: 6 DTC družic – první s Direct to Cell capability                                                                                         |
| 132                                                            | v2 mini, Group 6-35 | 2024-005  | 7. ledna 2024, 22:35 | Falcon 9         | CCSFS, SLC-40          | 559 km       | 43.0°     | 23               | 23               | Úspěšná     | |
| 133                                                            | v2 mini, Group 7-10 | 2024-011  | 14. ledna 2024, 08:59 | Falcon 9         | Vandenberg, SLC-4E     | 525 km       | 53.05°    | 22               | 22               | Úspěšná     | |
| 134                                                            | v2 mini, Group 6-37 | 2024-012  | 15. ledna 2024, 01:52 | Falcon 9         | CCSFS, SLC-40          | 559 km       | 43.0°     | 23               | 23               | Úspěšná     | |
| 135                                                            | v2 mini, Group 7-11 | 2024-017  | 24. ledna 2024, 00:35 | Falcon 9         | Vandenberg, SLC-4E     | 525 km       | 53.05°    | 22               | 22               | Úspěšná     | |
| 136                                                            | v2 mini, Group 6-38 | 2024-019  | 29. ledna 2024, 01:10 | Falcon 9         | CCSFS, SLC-40          | 559 km       | 43.0°     | 23               | 23               | Úspěšná     | |
| 137                                                            | v2 mini, Group 7-12 | 2024-020  | 29. ledna 2024, 05:02 | Falcon 9         | Vandenberg, SLC-4E     | 525 km       | 53.05°    | 22               | 22               | Úspěšná     | |
| 138                                                            | v2 mini, Group 7-13 | 2024-027  | 10. února 2024, 00:34 | Falcon 9         | Vandenberg, SLC-4E     | 525 km       | 53.05°    | 22               | 21               | Úspěšná     | |
| 139                                                            | v2 mini, Group 7-14 | 2024-031  | 15. února 2024, 21:34 | Falcon 9         | Vandenberg, SLC-4E     | 525 km       | 53.05°    | 22               | 22               | Úspěšná     | |
| 140                                                            | v2 mini, Group 7-15 | 2024-036  | 23. února 2024, 04:11 | Falcon 9         | Vandenberg, SLC-4E     | 525 km       | 53.05°    | 22               | 22               | Úspěšná     | |
| 141                                                            | v2 mini, Group 6-39 | 2024-038  | 25. února 2024, 22:06 | Falcon 9         | CCSFS, SLC-40          | 559 km       | 43.0°     | 24               | 24               | Úspěšná     | |
| 142                                                            | v2 mini, Group 6-40 | 2024-041  | 29. února 2024, 15:30 | Falcon 9         | CCSFS, SLC-40          | 559 km       | 43.0°     | 23               | 22               | Úspěšná     | |
| 143                                                            | v2 mini, Group 6-41 | 2024-044  | 4. března 2024, 23:54 | Falcon 9         | CCSFS, SLC-40          | 559 km       | 43.0°     | 23               | 23               | Úspěšná     | |
| 144                                                            | v2 mini, Group 6-43 | 2024-045  | 11. března 2024, 00:03 | Falcon 9         | CCSFS, SLC-40          | 559 km       | 43.0°     | 23               | 23               | Úspěšná     | |
| 145                                                            | v2 mini, Group 7-17 | 2024-046  | 11. března 2024, 04:09 | Falcon 9         | Vandenberg, SLC-4E     | 525 km       | 53.05°    | 23               | 23               | Úspěšná     | |
| 146                                                            | v2 mini, Group 6-44 | 2024-049  | 16. března 2024, 00:21 | Falcon 9         | Kennedy, LC-39A        | 559 km       | 43.0°     | 23               | 23               | Úspěšná     | |
| 147                                                            | v2 mini, Group 7-16 | 2024-050  | 19. března 2024, 02:28 | Falcon 9         | Vandenberg, SLC-4E     | 525 km       | 53.05°    | 20               | 20               | Úspěšná     | Poznámka: Vypuštěno společně se 2 satelity Starshield                                                                                              |
| 148                                                            | v2 mini, Group 6-42 | 2024-056  | 24. března 2024, 03:09 | Falcon 9         | CCSFS, SLC-40          | 559 km       | 43.0°     | 23               | 23               | Úspěšná     | |
| 149                                                            | v2 mini, Group 6-46 | 2024-057  | 25. března 2024, 23:42 | Falcon 9         | CCSFS, SLC-40          | 559 km       | 43.0°     | 23               | 23               | Úspěšná     | |
| 150                                                            | v2 mini, Group 6-45 | 2024-060  | 31. března 2024, 01:30 | Falcon 9         | CCSFS, SLC-40          | 559 km       | 43.0°     | 23               | 23               | Úspěšná     | |
| 151                                                            | v2 mini, Group 7-18 | 2024-062  | 2. dubna 2024, 02:30 | Falcon 9         | Vandenberg, SLC-4E     | 525 km       | 53.05°    | 22               | 22               | Úspěšná     | |
| 152                                                            | v2 mini, Group 6-47 | 2024-064  | 5. dubna 2024, 09:12 | Falcon 9         | CCSFS, SLC-40          | 559 km       | 43.0°     | 23               | 23               | Úspěšná     | |
| 153                                                            | v2 mini, Group 8-1 | 2024-065  | 7. dubna 2024, 02:25 | Falcon 9         | Vandenberg, SLC-4E     | 535 km       | 53.00°    | 21               | 21               | Úspěšná     | Poznámka: 6 DTC družic |
| 154                                                            | v2 mini, Group 6-48 | 2024-068  | 10. dubna 2024, 04:40 | Falcon 9         | CCSFS, SLC-40          | 559 km       | 43.0°     | 23               | 23               | Úspěšná     | |
| 155                                                            | v2 mini, Group 6-49 | 2024-071  | 13. dubna 2024, 01:40 | Falcon 9         | Kennedy, LC-39A        | 559 km       | 43.0°     | 23               | 23               | Úspěšná     | |
| 156                                                            | v2 mini, Group 6-51 | 2024-073  | 17. dubna 2024, 21:24 | Falcon 9         | Kennedy, LC-39A        | 559 km       | 43.0°     | 23               | 23               | Úspěšná     | |
| 157                                                            | v2 mini, Group 6-52 | 2024-074  | 18. dubna 2024, 22:40 | Falcon 9         | CCSFS, SLC-40          | 559 km       | 43.0°     | 23               | 23               | Úspěšná     | |
| 158                                                            | v2 mini, Group 6-53 | 2024-076  | 23. dubna 2024, 22:17 | Falcon 9         | CCSFS, SLC-40          | 559 km       | 43.0°     | 23               | 23               | Úspěšná     | |
| 159                                                            | v2 mini, Group 6-54 | 2024-080  | 28. dubna 2024, 21:50 | Falcon 9         | CCSFS, SLC-40          | 559 km       | 43.0°     | 23               | 23               | Úspěšná     | |
| 160                                                            | v2 mini, Group 6-55 | 2024-082  | 3. května 2024, 01:49 | Falcon 9         | CCSFS, SLC-40          | 559 km       | 43.0°     | 23               | 23               | Úspěšná     | |
| 161                                                            | v2 mini, Group 6-57 | 2024-084  | 6. května 2024, 18:14 | Falcon 9         | CCSFS, SLC-40          | 559 km       | 43.0°     | 23               | 23               | Úspěšná     | |
| 162                                                            | v2 mini, Group 6-56 | 2024-086  | 8. května 2024, 18:42 | Falcon 9         | Kennedy, LC-39A        | 559 km       | 43.0°     | 23               | 23               | Úspěšná     | |
| 163                                                            | v2 mini, Group 8-2 | 2024-088  | 10. května 2024, 04:30 | Falcon 9         | Vandenberg, SLC-4E     | 535 km       | 53.00°    | 20               | 20               | Úspěšná     | Poznámka: 13 DTC družic |
| 164                                                            | v2 mini, Group 6-58 | 2024-090  | 13. května 2024, 00:53 | Falcon 9         | CCSFS, SLC-40          | 559 km       | 43.0°     | 23               | 23               | Úspěšná     | |
| 165                                                            | v2 mini, Group 8-7 | 2024-091  | 14. května 2024, 18:39 | Falcon 9         | Vandenberg, SLC-4E     | 535 km       | 53.00°    | 20               | 20               | Úspěšná     | Poznámka: 13 DTC družic |
| 166                                                            | v2 mini, Group 6-59 | 2024-093  | 18. května 2024, 00:32 | Falcon 9         | CCSFS, SLC-40          | 559 km       | 43.0°     | 23               | 23               | Úspěšná     | |
| 167                                                            | v2 mini, Group 6-62 | 2024-097  | 23. května 2024, 02:33 | Falcon 9         | CCSFS, SLC-40          | 559 km       | 43.0°     | 23               | 23               | Úspěšná     | |
| 168                                                            | v2 mini, Group 6-63 | 2024-098  | 24. května 2024, 02:45 | Falcon 9         | Kennedy, LC-39A        | 559 km       | 43.0°     | 23               | 23               | Úspěšná     | |
| 169                                                            | v2 mini, Group 6-60 | 2024-100  | 28. května 2024, 14:24 | Falcon 9         | CCSFS, SLC-40          | 559 km       | 43.0°     | 23               | 23               | Úspěšná     | |
| 170                                                            | v2 mini, Group 6-64 | 2024-106  | 1. června 2024, 02:37 | Falcon 9         | CCSFS, SLC-40          | 559 km       | 43.0°     | 23               | 23               | Úspěšná     | |
| 171                                                            | v2 mini, Group 8-5 | 2024-107  | 5. června 2024, 02:16 | Falcon 9         | CCSFS, SLC-40          | 535 km       | 53.00°    | 20               | 20               | Úspěšná     | Poznámka: 13 DTC družic |
| 172                                                            | v2 mini, Group 10-1 | 2024-111  | 8. června 2024, 01:56 | Falcon 9         | CCSFS, SLC-40          | 279 km       | 53.16°    | 22               | 22               | Úspěšná     | |
| 173                                                            | v2 mini, Group 8-8 | 2024-112  | 8. června 2024, 12:58 | Falcon 9         | Vandenberg, SLC-4E     | 535 km       | 53.00°    | 20               | 20               | Úspěšná     | Poznámka: 13 DTC družic |
| 174                                                            | v2 mini, Group 9-1 | 2024-113  | 19. června 2024, 03:40 | Falcon 9         | Vandenberg, SLC-4E     | 535 km       | 53.00°    | 20               | 20               | Úspěšná     | Poznámka: 13 DTC družic |
| 175                                                            | v2 mini, Group 10-2 | 2024-117  | 23. června 2024, 17:15 | Falcon 9         | CCSFS, SLC-40          | 279 km       | 53.16°    | 22               | 22               | Úspěšná     | |
| 176                                                            | v2 mini, Group 9-2 | 2024-118  | 24. června 2024, 03:47 | Falcon 9         | Vandenberg, SLC-4E     | 535 km       | 53.00°    | 20               | 20               | Úspěšná     | Poznámka: 13 DTC družic |
| 177                                                            | v2 mini, Group 10-3 | 2024-120  | 27. června 2024, 11:14 | Falcon 9         | CCSFS, SLC-40          | 279 km       | 53.16°    | 23               | 23               | Úspěšná     | |
| 178                                                            | v2 mini, Group 8-9 | 2024-124  | 3. července 2024, 08:55 | Falcon 9         | CCSFS, SLC-40          | 535 km       | 53.00°    | 20               | 20               | Úspěšná     | Poznámka: 13 DTC družic |
| 179                                                            | v2 mini, Group 9-3 | 2024-129  | 12. července 2024, 02:39 | Falcon 9         | Vandenberg, SLC-4E     | 535 km       | 53.00°    | 20               | 0                | Neúspěšná   | Poznámka: 13 DTC družic; Během startu došlo k úniku kapalného kyslíku, druhý zážeh horního stupně selhal a zanechal družice na nižší oběžné dráze. |
| 180                                                            | v2 mini, Group 10-9 | 2024-131  | 27. července 2024, 05:45 | Falcon 9         | Kennedy, LC-39A        | 279 km       | 53.16°    | 23               | 23               | Úspěšná     | |
| 181                                                            | v2 mini, Group 10-4 | 2024-132  | 28. července 2024, 04:17 | Falcon 9         | CCSFS, SLC-40          | 279 km       | 53.16°    | 23               | 23               | Úspěšná     | |
| 182                                                            | v2 mini, Group 9-4 | 2024-133  | 28. července 2024, 07:24 | Falcon 9         | Vandenberg, SLC-4E     | 535 km       | 53.00°    | 21               | 21               | Úspěšná     | Poznámka: 13 DTC družic |
| 183                                                            | v2 mini, Group 10-6 | 2024-136  | 2. srpna 2024, 05:01 | Falcon 9         | Kennedy, LC-39A        | 279 km       | 53.16°    | 23               | 23               | Úspěšná     | |
| 184                                                            | v2 mini, Group 11-1 | 2024-138  | 4. srpna 2024, 07:24 | Falcon 9         | Vandenberg, SLC-4E     | 535 km       | 53.00°    | 23               | 23               | Úspěšná     | Poznámka: 13 DTC družic |
| 185                                                            | v2 mini, Group 8-3 | 2024-141  | 10. srpna 2024, 12:50 | Falcon 9         | CCSFS, SLC-40          | 535 km       | 53.00°    | 21               | 21               | Úspěšná     | Poznámka: 13 DTC družic |
| 186                                                            | v2 mini, Group 10-7 | 2024-144  | 12. srpna 2024, 10:37 | Falcon 9         | Kennedy, LC-39A        | 279 km       | 53.16°    | 23               | 23               | Úspěšná     | |
| 187                                                            | v2 mini, Group 10-5 | 2024-150  | 20. srpna 2024, 13:20 | Falcon 9         | CCSFS, SLC-40          | 279 km       | 53.16°    | 22               | 22               | Úspěšná     | |
| 188                                                            | v2 mini, Group 8-6 | 2024-152  | 28. srpna 2024, 06:54 | Falcon 9         | CCSFS, SLC-40          | 535 km       | 53.00°    | 21               | 21               | Úspěšná     | Poznámka: 13 DTC družic |
| 189                                                            | v2 mini, Group 8-10 | 2024-154  | 31. srpna 2024, 07:43 | Falcon 9         | CCSFS, SLC-40          | 535 km       | 53.00°    | 21               | 21               | Úspěšná     | Poznámka: 13 DTC družic |
| 190                                                            | v2 mini, Group 9-5 | 2024-155  | 31. srpna 2024, 08:48 | Falcon 9         | Vandenberg, SLC-4E     | 535 km       | 53.00°    | 21               | 21               | Úspěšná     | Poznámka: 13 DTC družic |
| 191                                                            | v2 mini, Group 8-11 | 2024-158  | 5. září 2024, 15:33 | Falcon 9         | CCSFS, SLC-40          | 535 km       | 53.00°    | 21               | 21               | Úspěšná     | Poznámka: 13 DTC družic |
| 192                                                            | v2 mini, Group 9-6 | 2024-164  | 13. září 2024, 01:45 | Falcon 9         | Vandenberg, SLC-4E     | 535 km       | 53.00°    | 21               | 21               | Úspěšná     | Poznámka: 13 DTC družic |
| 193                                                            | v2 mini, Group 9-17 | 2024-171  | 20. září 2024, 13:50 | Falcon 9         | Vandenberg, SLC-4E     | 535 km       | 53.00°    | 20               | 20               | Úspěšná     | Poznámka: 13 DTC družic |
| 194                                                            | v2 mini, Group 9-8 | 2024-175  | 25. září 2024, 04:01 | Falcon 9         | Vandenberg, SLC-4E     | 535 km       | 53.00°    | 20               | 20               | Úspěšná     | Poznámka: 13 DTC družic |
| 195                                                            | v2 mini, Group 10-10 | 2024-183  | 15. října 2024, 06:10 | Falcon 9         | CCSFS, SLC-40          | 279 km       | 53.16°    | 23               | 23               | Úspěšná     | |
| 196                                                            | v2 mini, Group 9-7 | 2024-184  | 15. října 2024, 08:21 | Falcon 9         | Vandenberg, SLC-4E     | 535 km       | 53.00°    | 20               | 20               | Úspěšná     | Poznámka: 13 DTC družic |
| 197                                                            | v2 mini, Group 8-19 | 2024-187  | 18. října 2024, 23:31 | Falcon 9         | CCSFS, SLC-40          | 535 km       | 53.00°    | 20               | 20               | Úspěšná     | Poznámka: 13 DTC družic |
| 198                                                            | v2 mini, Group 6-61 | 2024-191  | 23. října 2024, 21:47 | Falcon 9         | CCSFS, SLC-40          | 559 km       | 43.0°     | 23               | 23               | Úspěšná     | |
| 199                                                            | v2 mini, Group 10-8 | 2024-193  | 26. října 2024, 21:47 | Falcon 9         | CCSFS, SLC-40          | 279 km       | 53.16°    | 22               | 22               | Úspěšná     | |
| 200                                                            | v2 mini, Group 9-9 | 2024-195  | 30. října 2024, 12:07 | Falcon 9         | Vandenberg, SLC-4E     | 535 km       | 53.00°    | 20               | 20               | Úspěšná     | Poznámka: 200. start věnovaný Starlink; 13 DTC družic                                                                                              |
| 201                                                            | v2 mini, Group 10-13 | 2024-196  | 30. října 2024, 21:10 | Falcon 9         | CCSFS, SLC-40          | 279 km       | 53.16°    | 23               | 23               | Úspěšná     | |
| 202                                                            | v2 mini, Group 6-77 | 2024-202  | 7. listopadu 2024, 20:19 | Falcon 9         | CCSFS, SLC-40          | 559 km       | 43.0°     | 23               | 23               | Úspěšná     | |
| 203                                                            | v2 mini, Group 9-10 | 2024-204  | 9. listopadu 2024, 06:14 | Falcon 9         | Vandenberg, SLC-4E     | 535 km       | 53.00°    | 20               | 20               | Úspěšná     | Poznámka: 13 DTC družic |
| 204                                                            | v2 mini, Group 6-69 | 2024-207  | 11. listopadu 2024, 21:28 | Falcon 9         | CCSFS, SLC-40          | 559 km       | 43.0°     | 24               | 24               | Úspěšná     | |
| 205                                                            | v2 mini, Group 9-11 | 2024-209  | 14. listopadu 2024, 05:23 | Falcon 9         | Vandenberg, SLC-4E     | 535 km       | 53.00°    | 20               | 20               | Úspěšná     | Poznámka: 13 DTC družic |
| 206                                                            | v2 mini, Group 6-68 | 2024-210  | 14. listopadu 2024, 13:21 | Falcon 9         | CCSFS, SLC-40          | 559 km       | 43.0°     | 24               | 24               | Úspěšná     | |
| 207                                                            | v2 mini, Group 9-12 | 2024-213  | 18. listopadu 2024, 05:53 | Falcon 9         | Vandenberg, SLC-4E     | 535 km       | 53.00°    | 20               | 20               | Úspěšná     | Poznámka: 13 DTC družic |
| 208                                                            | v2 mini, Group 6-66 | 2024-216  | 21. listopadu 2024, 16:07 | Falcon 9         | CCSFS, SLC-40          | 559 km       | 43.0°     | 24               | 24               | Úspěšná     | |
| 209                                                            | v2 mini, Group 9-13 | 2024-217  | 24. listopadu 2024, 05:25 | Falcon 9         | Vandenberg, SLC-4E     | 535 km       | 53.00°    | 20               | 20               | Úspěšná     | Poznámka: 13 DTC družic |
| 210                                                            | v2 mini, Group 12-1 | 2024-220  | 25. listopadu 2024, 10:02 | Falcon 9         | CCSFS, SLC-40          | 559 km       | 43.0°     | 23               | 23               | Úspěšná     | Poznámka: 12 DTC družic |
| 211                                                            | v2 mini, Group 6-76 | 2024-222  | 27. listopadu 2024, 04:41 | Falcon 9         | Kennedy, LC-39A        | 559 km       | 43.0°     | 24               | 24               | Úspěšná     | |
| 212                                                            | v2 mini, Group 6-65 | 2024-224  | 30. listopadu 2024, 05:00 | Falcon 9         | CCSFS, SLC-40          | 559 km       | 43.0°     | 24               | 24               | Úspěšná     | |
| 213                                                            | v2 mini, Group N-01 | 2024-225  | 30. listopadu 2024, 08:10 | Falcon 9         | Vandenberg, SLC-4E     | 570 km       | 70.0°     | 20               | 20               | Úspěšná     | Poznámka: 20 Starlink družic + 2 Starshield družice                                                                                                |
| 214                                                            | v2 mini, Group 6-70 | 2024-229  | 4. prosince 2024, 10:13 | Falcon 9         | CCSFS, SLC-40          | 559 km       | 43.0°     | 24               | 24               | Úspěšná     | |
| 215                                                            | v2 mini, Group 9-14 | 2024-231  | 5. prosince 2024, 03:05 | Falcon 9         | Vandenberg, SLC-4E     | 535 km       | 53.00°    | 20               | 20               | Úspěšná     | Poznámka: 13 DTC družic |
| 216                                                            | v2 mini, Group 12-5 | 2024-237  | 8. prosince 2024, 05:12 | Falcon 9         | CCSFS, SLC-40          | 559 km       | 43.0°     | 23               | 23               | Úspěšná     | Poznámka: 13 DTC družic |
| 217                                                            | v2 mini, Group 11-2 | 2024-239  | 13. prosince 2024, 21:55 | Falcon 9         | Vandenberg, SLC-4E     | 535 km       | 53.00°    | 22               | 22               | Úspěšná     | Poznámka: 13 DTC družic |
| 218                                                            | v2 mini, Group 12-2 | 2024-249  | 23. prosince 2024, 05:35 | Falcon 9         | Kennedy, LC-39A        | 559 km       | 43.0°     | 21               | 21               | Úspěšná     | Poznámka: 13 DTC družic |
| 219                                                            | v2 mini, Group 11-3 | 2024-251  | 29. prosince 2024, 01:58 | Falcon 9         | Vandenberg, SLC-4E     | 535 km       | 53.00°    | 22               | 22               | Úspěšná     | Poznámka: 13 DTC družic |
| 220                                                            | v2 mini, Group 12-6 | 2024-254  | 31. prosince 2024, 05:39 | Falcon 9         | Kennedy, LC-39A        | 559 km       | 43.0°     | 21               | 21               | Úspěšná     | Poznámka: 13 DTC družic |
| 221                                                            | v2 mini, Group 6-71 | 2025-003  | 6. ledna 2025, 20:43 | Falcon 9         | Cape Canaveral, SLC-40 | 559 km       | 43.0°     | 24               | 24               | Úspěšná     | |
| 222                                                            | v2 mini, Group 12-11 | 2025-004  | 8. ledna 2025, 15:27 | Falcon 9         | Kennedy, LC-39A        | 559 km       | 43.0°     | 21               | 21               | Úspěšná     | |
| 223                                                            | v2 mini, Group 12-12 | 2025-006  | 10. ledna 2025, 19:11 | Falcon 9         | Cape Canaveral, SLC-40 | 559 km       | 43.0°     | 21               | 21               | Úspěšná     | |
| 224                                                            | v2 mini, Group 12-4 | 2025-008  | 13. ledna 2025, 16:47 | Falcon 9         | Cape Canaveral, SLC-40 | 559 km       | 43.0°     | 21               | 21               | Úspěšná     | |
| 225                                                            | v2 mini, Group 13-1 | 2025-014  | 21. ledna 2025, 05:24 | Falcon 9         | Kennedy, LC-39A        | 559 km       | 43.0°     | 21               | 21               | Úspěšná     | Rideshare družice: 2 Starshield družice. |
| 226                                                            | v2 mini, Group 11-8 | 2025-015  | 21. ledna 2025, 15:45 | Falcon 9         | Vandenberg, SLC-4E     | 535 km       | 53.0°     | 27               | 27               | Úspěšná     | |
| 227                                                            | v2 mini, Group 11-6 | 2025-018  | 24. ledna 2025, 14:07 | Falcon 9         | Vandenberg, SLC-4E     | 535 km       | 53.0°     | 23               | 23               | Úspěšná     | |
| 228                                                            | v2 mini, Group 12-7 | 2025-019  | 27. ledna 2025, 22:05 | Falcon 9         | Cape Canaveral, SLC-40 | 559 km       | 43.0°     | 21               | 21               | Úspěšná     | Poznámka: 13 DTC družic |
| 229                                                            | v2 mini, Group 11-4 | 2025-022  | 2. února 2025, 23:02 | Falcon 9         | Vandenberg, SLC-4E     | 535 km       | 53.0°     | 22               | 22               | Úspěšná     | |
| 230                                                            | v2 mini, Group 12-3 | 2025-024  | 4. února 2025, 10:15 | Falcon 9         | Cape Canaveral, SLC-40 | 559 km       | 43.0°     | 21               | 21               | Úspěšná     | Poznámka: 13 DTC družic |
| 231                                                            | v2 mini, Group 12-9 | 2025-027  | 8. února 2025, 19:18 | Falcon 9         | Cape Canaveral, SLC-40 | 559 km       | 43.0°     | 21               | 21               | Úspěšná     | Poznámka: 13 DTC družic |
| 232                                                            | v2 mini, Group 11-10 | 2025-029  | 11. února 2025, 02:09 | Falcon 9         | Vandenberg, SLC-4E     | 535 km       | 53.0°     | 23               | 23               | Úspěšná     | |
| 233                                                            | v2 mini, Group 12-18 | 2025-031  | 11. února 2025, 18:53 | Falcon 9         | Cape Canaveral, SLC-40 | 559 km       | 43.0°     | 21               | 21               | Úspěšná     | Poznámka: 13 DTC družic |
| 234                                                            | v2 mini, Group 12-8 | 2025-032  | 15. února 2025, 06:14 | Falcon 9         | Cape Canaveral, SLC-40 | 559 km       | 43.0°     | 21               | 21               | Úspěšná     | Poznámka: 13 DTC družic |
| 235                                                            | v2 mini, Group 10-12 | 2025-034  | 18. února 2025, 23:21 | Falcon 9         | Cape Canaveral, SLC-40 | 279 km       | 53.16°    | 23               | 23               | Úspěšná     | |
| 236                                                            | v2 mini, Group 12-14 | 2025-035  | 21. února 2025, 15:19 | Falcon 9         | Cape Canaveral, SLC-40 | 559 km       | 43.0°     | 23               | 23               | Úspěšná     | Poznámka: 13 DTC družic |
| 237                                                            | v2 mini, Group 15-1 | 2025-037  | 23. února 2025, 01:38 | Falcon 9         | Vandenberg, SLC-4E     | 535 km       | 70.0°     | 22               | 22               | Úspěšná     | |
| 238                                                            | v2 mini, Group 12-13 | 2025-039  | 27. února 2025, 03:34 | Falcon 9         | Cape Canaveral, SLC-40 | 559 km       | 43.0°     | 21               | 21               | Úspěšná     | Poznámka: 13 DTC družic |
| 239                                                            | v2 mini, Group 12-20 | 2025-043  | 3. března 2025, 02:24 | Falcon 9         | Cape Canaveral, SLC-40 | 559 km       | 43.0°     | 21               | 21               | Úspěšná     | Poznámka: 13 DTC družic |
| 240                                                            | v2 mini, Group 12-21 | 2025-048  | 13. března 2025, 02:35 | Falcon 9         | Cape Canaveral, SLC-40 | 559 km       | 43.0°     | 21               | 21               | Úspěšná     | Poznámka: 13 DTC družic |
| 241                                                            | v2 mini, Group 12-16 | 2025-053  | 15. března 2025, 11:35 | Falcon 9         | Cape Canaveral, SLC-40 | 559 km       | 43.0°     | 23               | 23               | Úspěšná     | Poznámka: 13 DTC družic |
| 242                                                            | v2 mini, Group 12-25 | 2025-057  | 18. března 2025, 19:57 | Falcon 9         | Cape Canaveral, SLC-40 | 559 km       | 43.0°     | 23               | 23               | Úspěšná     | Poznámka: 13 DTC družic |
| 243                                                            | v2 mini, Group 11-7 | 2025-063  | 26. března 2025, 22:11 | Falcon 9         | Vandenberg, SLC-4E     | 535 km       | 53.0°     | 27               | 27               | Úspěšná     | |
| 244                                                            | v2 mini, Group 6-80 | 2025-065  | 31. března 2025, 19:52 | Falcon 9         | Cape Canaveral, SLC-40 | 559 km       | 43.0°     | 28               | 28               | Úspěšná     | |
| 245                                                            | v2 mini, Group 11-13 | 2025-069  | 4. dubna 2025, 01:02 | Falcon 9         | Vandenberg, SLC-4E     | 535 km       | 53.0°     | 27               | 27               | Úspěšná     | |
| 246                                                            | v2 mini, Group 6-72 | 2025-070  | 6. dubna 2025, 03:07 | Falcon 9         | Cape Canaveral, SLC-40 | 559 km       | 43.0°     | 28               | 28               | Úspěšná     | |
| 247                                                            | v2 mini, Group 11-11 | 2025-071  | 7. dubna 2025, 23:06 | Falcon 9         | Vandenberg, SLC-4E     | 535 km       | 53.0°     | 27               | 27               | Úspěšná     | |
| 248                                                            | v2 mini, Group 12-17 | 2025-075  | 13. dubna 2025, 00:53 | Falcon 9         | Kennedy, LC-39A        | 559 km       | 43.0°     | 21               | 21               | Úspěšná     | Poznámka: 13 DTC družic |
| 249                                                            | v2 mini, Group 6-73 | 2025-076  | 14. dubna 2025, 04:00 | Falcon 9         | Cape Canaveral, SLC-40 | 559 km       | 43.0°     | 27               | 27               | Úspěšná     | |
| 250                                                            | v2 mini, Group 6-74 | 2025-083  | 25. dubna 2025, 01:52 | Falcon 9         | Cape Canaveral, SLC-40 | 559 km       | 43.0°     | 28               | 28               | Úspěšná     | |
| 251                                                            | v2 mini, Group 12-23 | 2025-085  | 28. dubna 2025, 02:09 | Falcon 9         | Cape Canaveral, SLC-40 | 559 km       | 43.0°     | 23               | 23               | Úspěšná     | Poznámka: 13 DTC družic |
| 252                                                            | v2 mini, Group 11-9 | 2025-087  | 28. dubna 2025, 20:42 | Falcon 9         | Vandenberg, SLC-4E     | 535 km       | 53.0°     | 27               | 27               | Úspěšná     | |
| 253                                                            | v2 mini, Group 12-10 | 2025-089  | 29. dubna 2025, 02:34 | Falcon 9         | Kennedy, LC-39A        | 559 km       | 43.0°     | 23               | 23               | Úspěšná     | Poznámka: 13 DTC družic |
| 254                                                            | v2 mini, Group 6-75 | 2025-091  | 2. května 2025, 01:51 | Falcon 9         | Cape Canaveral, SLC-40 | 559 km       | 43.0°     | 28               | 28               | Úspěšná     | |
| 255                                                            | v2 mini, Group 6-84 | 2025-092  | 4. května 2025, 08:54 | Falcon 9         | Kennedy, LC-39A        | 559 km       | 43.0°     | 29               | 29               | Úspěšná     | |
| 256                                                            | v2 mini, Group 6-93 | 2025-093  | 7. května 2025, 01:17 | Falcon 9         | Cape Canaveral, SLC-40 | 559 km       | 43.0°     | 28               | 28               | Úspěšná     | |
| 257                                                            | v2 mini, Group 15-3 | 2025-094  | 10. května 2025, 00:19 | Falcon 9         | Vandenberg, SLC-4E     | 535 km       | 70.0°     | 26               | 26               | Úspěšná     | |
| 258                                                            | v2 mini, Group 6-91 | 2025-095  | 10. května 2025, 06:28 | Falcon 9         | Cape Canaveral, SLC-40 | 559 km       | 43.0°     | 28               | 28               | Úspěšná     | |
| 259                                                            | v2 mini, Group 15-4 | 2025-098  | 13. května 2025, 01:15 | Falcon 9         | Vandenberg, SLC-4E     | 535 km       | 70.0°     | 26               | 26               | Úspěšná     | |
| 260                                                            | v2 mini, Group 6-83 | 2025-099  | 13. května 2025, 05:02 | Falcon 9         | Kennedy, LC-39A        | 559 km       | 43.0°     | 28               | 28               | Úspěšná     | |
| 261                                                            | v2 mini, Group 6-67 | 2025-101  | 14. května 2025, 16:38 | Falcon 9         | Cape Canaveral, SLC-40 | 559 km       | 43.0°     | 28               | 28               | Úspěšná     | |
| 262                                                            | v2 mini, Group 15-5 | 2025-102  | 16. května 2025, 13:43 | Falcon 9         | Vandenberg, SLC-4E     | 535 km       | 70.0°     | 26               | 26               | Úspěšná     | |
| 263                                                            | v2 mini, Group 12-15 | 2025-107  | 21. května 2025, 03:19 | Falcon 9         | Cape Canaveral, SLC-40 | 559 km       | 43.0°     | 23               | 23               | Úspěšná     | Poznámka: 13 DTC družic |
| 264                                                            | v2 mini, Group 11-16 | 2025-110  | 23. května 2025, 22:32 | Falcon 9         | Vandenberg, SLC-4E     | 535 km       | 53.0°     | 27               | 27               | Úspěšná     | |
| 265                                                            | v2 mini, Group 12-22 | 2025-111  | 24. května 2025, 17:19 | Falcon 9         | Cape Canaveral, SLC-40 | 559 km       | 43.0°     | 23               | 23               | Úspěšná     | Poznámka: 13 DTC družic |
| 266                                                            | v2 mini, Group 17-1 | 2025-112  | 27. května 2025, 16:57 | Falcon 9         | Vandenberg, SLC-4E     | 535 km       | 97.61°    | 24               | 24               | Úspěšná     | |
| 267                                                            | v2 mini, Group 10-32 | 2025-113  | 28. května 2025, 13:30 | Falcon 9         | Kennedy, LC-39A        | 279 km       | 53.16°    | 27               | 27               | Úspěšná     | |
| 268                                                            | v2 mini, Group 11-18 | 2025-117  | 31. května 2025, 20:10 | Falcon 9         | Vandenberg, SLC-4E     | 535 km       | 53.0°     | 27               | 27               | Úspěšná     | |
| 269                                                            | v2 mini, Group 12-19 | 2025-119  | 3. června 2025, 04:43 | Falcon 9         | Cape Canaveral, SLC-40 | 559 km       | 43.0°     | 23               | 23               | Úspěšná     | Poznámka: 13 DTC družic |
| 270                                                            | v2 mini, Group 11-22 | 2025-120  | 4. června 2025, 23:40 | Falcon 9         | Vandenberg, SLC-4E     | 535 km       | 53.0°     | 27               | 27               | Úspěšná     | |
| 271                                                            | v2 mini, Group 15-8 | 2025-123  | 8. června 2025, 14:20 | Falcon 9         | Vandenberg, SLC-4E     | 535 km       | 70.0°     | 26               | 26               | Úspěšná     | |
| 272                                                            | v2 mini, Group 12-24 | 2025-124  | 10. června 2025, 13:05 | Falcon 9         | Cape Canaveral, SLC-40 | 559 km       | 43.0°     | 23               | 23               | Úspěšná     | Poznámka: 13 DTC družic |
| 273                                                            | v2 mini, Group 15-6 | 2025-126  | 13. června 2025, 01:54 | Falcon 9         | Vandenberg, SLC-4E     | 535 km       | 70.0°     | 26               | 26               | Úspěšná     | |
| 274                                                            | v2 mini, Group 12-26 | 2025-127  | 13. června 2025, 15:29 | Falcon 9         | Cape Canaveral, SLC-40 | 559 km       | 43.0°     | 23               | 23               | Úspěšná     | Poznámka: 13 DTC družic |
| 275                                                            | v2 mini, Group 15-9 | 2025-129  | 17. června 2025, 01:36 | Falcon 9         | Vandenberg, SLC-4E     | 535 km       | 70.0°     | 26               | 26               | Úspěšná     | |
| 276                                                            | v2 mini, Group 10-18 | 2025-130  | 18. června 2025, 05:55 | Falcon 9         | Cape Canaveral, SLC-40 | 279 km       | 53.16°    | 28               | 28               | Úspěšná     | |
| 277                                                            | v2 mini, Group 10-23 | 2025-133  | 23. června 2025, 05:58 | Falcon 9         | Cape Canaveral, SLC-40 | 279 km       | 53.16°    | 27               | 27               | Úspěšná     | |
| 278                                                            | v2 mini, Group 10-16 | 2025-137  | 25. června 2025, 19:54 | Falcon 9         | Cape Canaveral, SLC-40 | 279 km       | 53.16°    | 27               | 27               | Úspěšná     | |
| 279                                                            | v2 mini, Group 10-34 | 2025-139  | 28. června 2025, 04:26 | Falcon 9         | Cape Canaveral, SLC-40 | 279 km       | 53.16°    | 27               | 27               | Úspěšná     | |
| 280                                                            | v2 mini, Group 15-7 | 2025-142  | 28. června 2025, 17:13 | Falcon 9         | Vandenberg, SLC-4E     | 535 km       | 70.0°     | 26               | 26               | Úspěšná     | |
| 281                                                            | v2 mini, Group 10-25 | 2025-144  | 2. července 2025, 06:28 | Falcon 9         | Cape Canaveral, SLC-40 | 279 km       | 53.16°    | 27               | 27               | Úspěšná     | |
| 282                                                            | v2 mini, Group 10-28 | 2025-147  | 8. července 2025, 08:21 | Falcon 9         | Cape Canaveral, SLC-40 | 279 km       | 53.16°    | 28               | 28               | Úspěšná     | |
| 283                                                            | v2 mini, Group 15-2 | 2025-150  | 16. července 2025, 02:05 | Falcon 9         | Vandenberg, SLC-4E     | 535 km       | 70.0°     | 26               | 26               | Úspěšná     | |
| 284                                                            | v2 mini, Group 17-3 | 2025-152  | 19. července 2025, 03:52 | Falcon 9         | Vandenberg, SLC-4E     | 535 km       | 97.61°    | 24               | 24               | Úspěšná     | |
| 285                                                            | v2 mini, Group 10-26 | 2025-157  | 26. července 2025, 09:01 | Falcon 9         | Cape Canaveral, SLC-40 | 279 km       | 53.16°    | 28               | 28               | Úspěšná     | |

## Kritika

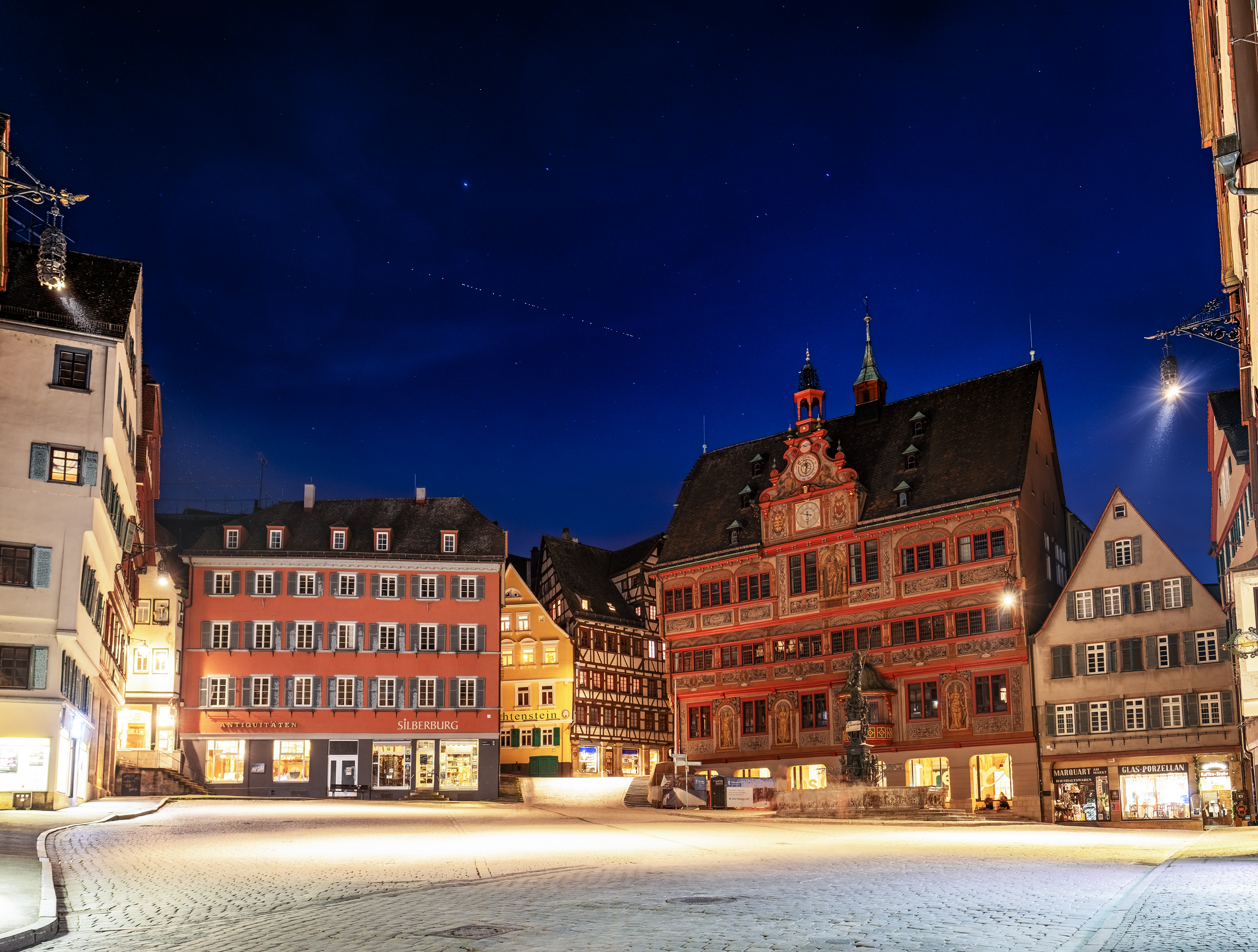
Viditelné satelity Starlink na obloze v německém Tübingenu.

### Jasnost družic
Plánovaný počet satelitů Starlink má kritiku astronomů a to kvůli viditelnosti družic. Astronomové se bojí, že satelity budou komplikovat astronomická pozorování kvůli jejich jasnosti. Protože satelity Starlink mohou samostatně měnit své oběžné dráhy, nejdou naplánovat vědecká pozorování, které by se vyhnuly přeletu satelitů.
Společnost SpaceX na kritiku zareagovala tak, že všechny nově vynesené družice Starlink, počínaje misí Starlink v1-L9, která proběhla 7. srpna 2020, vybavuje speciální sluneční clonou. Sluneční clona je vyrobena ze speciální tmavé pěny, přes kterou projdou pouze rádiové vlny. Družice s touto clonou se nazývají VisorSat. Družice VisorSat jsou neustále zdokonalovány a jejich viditelnost je postupně snižována. Podle posledního měření, v provozní výšce 550 km, byla viditelnost snížena z původní průměrné hodnoty 4,63 mag (viditelné i za mírného světelného znečištěním) na průměrnou hodnotu 6,48 mag. Cílem je, aby družice dosáhly hodnoty 7 mag, což je hodnota, kdy družice nelze spatřit pouhým okem. SpaceX se i tak nadále snaží spolupracovat s astronomy na tom, aby se viditelnost nadále snižovala. Družice navíc při vzestupu na vyšší dráhu mají změněnou orientaci solárního panelu tak, aby tolik neodrážel světlo. 

### Kosmický odpad

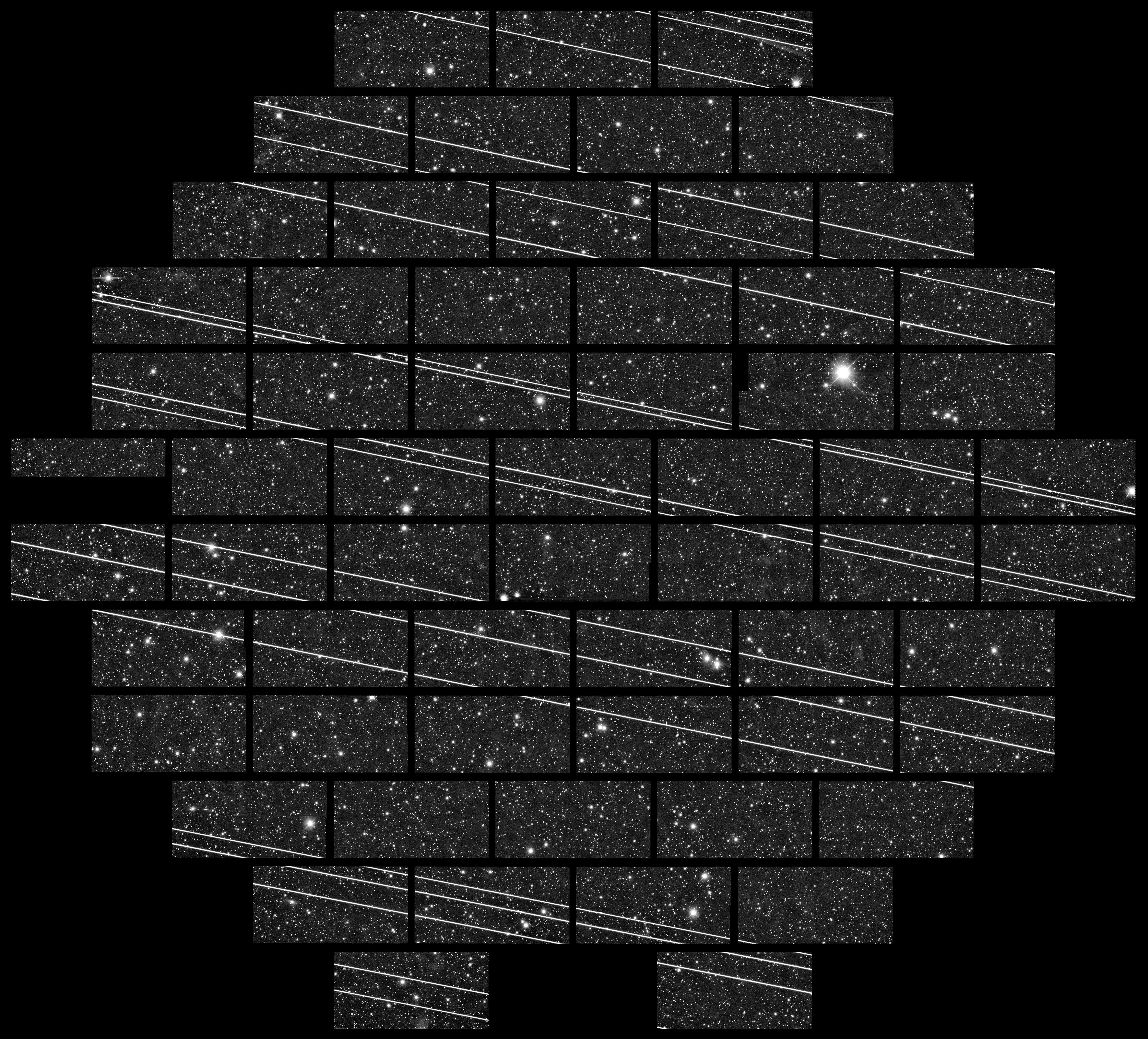
Světelný smog/stopy družic Starlink na 333sekundové expozici pořízené 4metrovým teleskopem Blanco.

Velké množství satelitů také vytváří dlouhodobé nebezpečí vesmírného smetí způsobeného srážkou dvou satelitů. SpaceX však tvrdí, že riziko není zdaleka tak vysoké, jak by se mohlo zdát. Satelity jsou malé a v okolí Země je neuvěřitelné množství místa. Konstelace navíc bude navržena tak, aby co nejvíce minimalizovala rizika a potenciál vzniku vesmírného smetí.
Satelity mají vlastní pohon a jsou schopny se vyhnout případné srážce s jiným objektem. SpaceX uvedla, že většina satelitů je vypuštěna v nižší nadmořské výšce a očekává se, že satelity, které se rozbily, budou během pěti let zpomaleny atmosférou natolik, že se samy deorbitují. Odhadovaná životnost satelitů se odhaduje na 3–7 let. Dosluhující satelity proto budou ještě včas před koncem životnosti přesunuty na takovou orbitu, která do 5 let způsobí vstup do atmosféry, kde shoří. 
Družice se po deorbitaci kompletně rozpadnou.

### Válka na Ukrajině
Dne 14. října 2022 oznámil Elon Musk omezení služeb pro Ukrajinská vojska s odůvodnění, že Starlink nemůže dále nést náklady 20 miliónů dolarů měsíčně ve prospěch Ukrajiny. Dokumenty a účty poté ukázaly, že na financování provozu terminálů se podílejí soukromé i vládní organizace z USA, Polska a Velké Británie, které doplňují financování od firmy SpaceX. Elon Musk oznámil pokračování financování terminálů firmou SpaceX.
Po nástupu ruské ofenzívy dne 9. února 2023 oznámilo vedení společnosti Starlink, že Ukrajině byl ukončen provoz terminálů pro podporu útočných operací prostřednictvím vojenských dronů.
V roce 2024 bylo zdokumentováno mnoho případů, kdy ruští vojáci používali Starlink na frontové linii pro zajištění své vlastní komunikace i mnohá použití v okupovaných oblastech Ukrajiny. Terminály jsou nakupovány na eBay, v USA i jinde na černém trhu v centrální Asii, Dubaji nebo jihovýchodní Asii a pašovány do Ruska (a též súdánským paramilitárním jednotkám). V této souvislosti dva demokratičtí zákonodárci zpochybnili dodržování amerických sankcí a kontroly vývozu firmou SpaceX s tím, že firma nemá dostatečně účinné politiky a omezení, které by zneužití zabránily. Musk a ruští představitelé použití terminálů v Rusku odmítli. V březnu 2025 si ukrajinští vojáci stěžovali, že kde zapnuli Starlink, dopadaly vzápětí ruské bomby.

## Starlink Internet

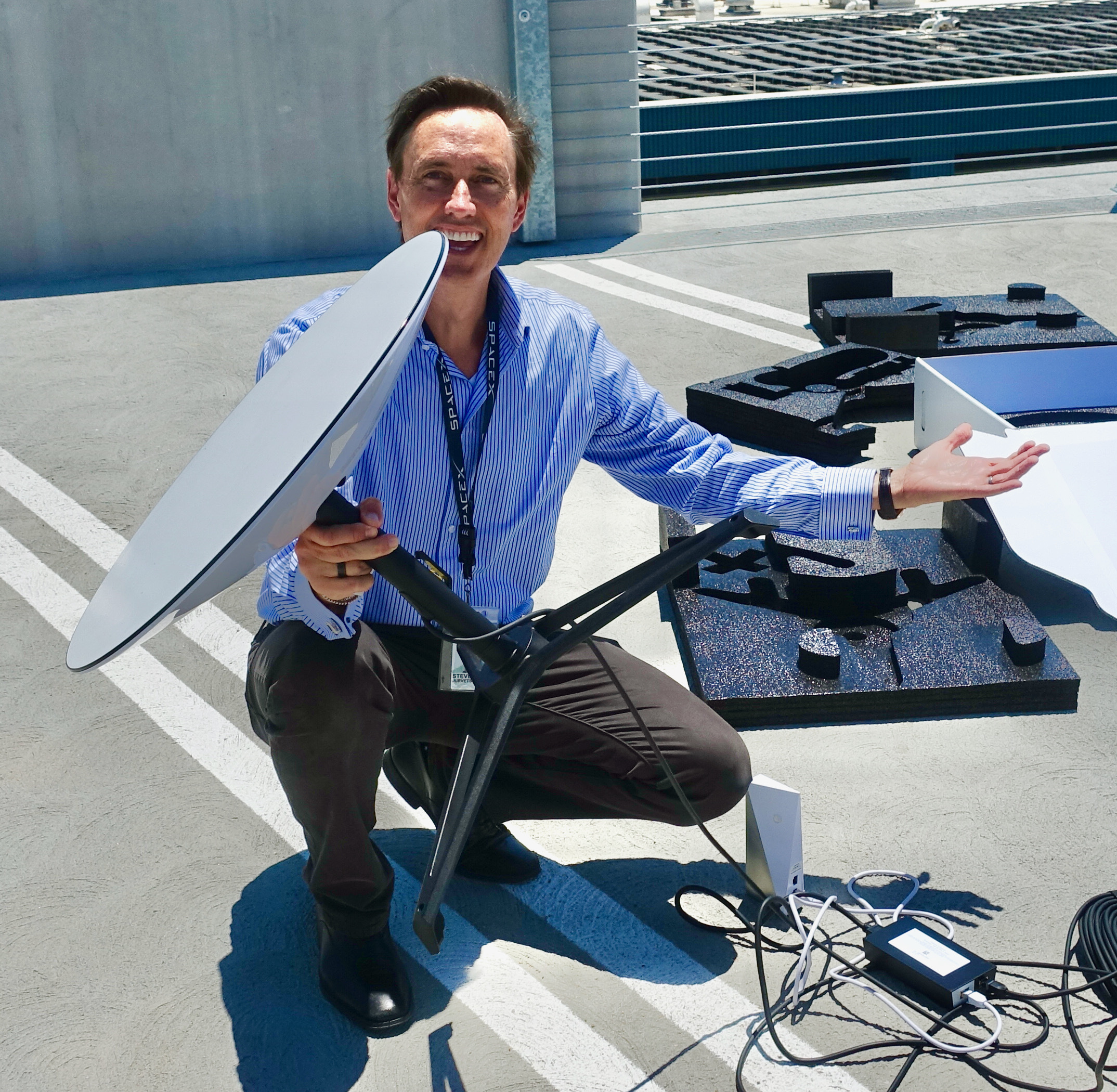
Terminál pro připojení k internetu skrze starlink

Starlink Internet byl roce 2021 ve fázi veřejného beta testování. Během října 2021 došlo k přechodu na ostrý provoz, jelikož v té době již měla SpaceX na oběžné dráze dostatek družic pro zajištění nepřetržité dostupnosti signálu. Pro připojení je potřeba terminál asi o velikosti krabice od pizzy a malý router.
SpaceX uvádí, že ve fázi byla je aktuální odhadovaná rychlost stahování 50–150 Mb/s, záleží na daném území. Od prosince 2020 do července 2021 bylo v USA a Kanadě reálně změřeno, že je download průměrně 50,5 Mb/s, upload 14 Mb/s a latence 52,5 ms. V Evropě má Starlink zatím nejlepší parametry z celého světa. Nabízí zde průměrnou rychlost stahování kolem 154 Mb/s, rychlost uploadu kolem 17 Mb/s s latencí 42 ms.
Počátkem března 2021 se objevila zpráva, v níž SpaceX žádá u FCC o možnosti komerčního provozu sítě na dopravních prostředcích. Společnost chce své antény umístit na lodě, letadla, ale také na auta. V tomto případě by však nešlo o použití na osobních automobilech, pro ty by byla anténa příliš velká. Uplatnění by se však mohlo najít na kamionech a obytných vozech. 
Úřad FCC udělil v dubnu 2021 SpaceX licenci ohledně experimentálního testování Starlinku během testovacích letů prototypů rakety Starship. Licence byla platná od 28. dubna 2021 do 28. června 2021. Poprvé byla anténa nainstalována na testovaném prototypu Starship SN15 a během testovacího letu poprvé otestována.
SpaceX počítá také s vojenským využitím a vyhrazením části přenosové kapacity pro armádu. Síť má umožnit nejen běžný přenos dat, ale díky nízké latenci dané dostatečnou datovou kapacitou a nízkou oběžnou dráhou také jakýsi vojenský internet věcí a rozvoj pokročilého systému řízení taktických operací (ABMS, Advanced Battle Management System).

### Dostupnost sítě

Mapa dostupnosti sítě Starlink, stav k červnu 2025
----
Aktivní
Aktivní bez schválení
Nepokryto

Síť začala být pro veřejnost dostupnou spuštěním veřejného beta testování služby. To započalo v posledním čtvrtletí roku 2020 v severních státech USA a v Kanadě. Během roku 2021 začala být služba dostupná také v několika zemích v Evropě, v Jižní Americe a také v Austrálii a na Novém Zélandu. K úplnému pokrytí v Severní Americe došlo koncem roku 2021. V Evropě během roku 2022, jelikož je potřeba vyjednat s každým státem zvlášť podmínky. V České republice začala být služba dostupná v září roku 2021.
Do konce roku 2022 byla služba nabízena ve 44 zemích a uživatelská základna překročila 1 mil. terminálů. V květnu 2024 již bylo aktivních přes 3 mil. terminálů, z toho cca 57 % na území USA. V průběhu roku 2024 se bude dostupnost dále rozšiřovat.

| #   | Kontinent | Stát                           | Dostupné od   | Poznámky |
| --- | --------- | ------------------------------ | ------------- | --- |
| 1   | Amerika   | Spojené státy americké         | listopad 2020 | První povolený region, FCC schválila navrhovanou změnu licence společnosti SpaceX v roce 2021. |
| 2   | Amerika   | Kanada                         | leden 2021    | |
| 3   | Evropa    | Spojené království             | leden 2021    | |
| 4   | Evropa    | Německo                        | březen 2021   | |
| 5   | Oceánie   | Nový Zéland                    | březen 2021   | |
| 6   | Oceánie   | Austrálie                      | duben 2021    | |
| 7   | Evropa    | Rakousko                       | květen 2021   | |
| 8   | Evropa    | Nizozemsko                     | květen 2021   | |
| 9   | Evropa    | Belgie                         | květen 2021   | |
| 10  | Evropa    | Francie                        | květen 2021   | Licence na pokrytí 2 frekvenčními pásmy platná pro Francii od února 2021 byla v Dubnu 2022 zrušena rozhodnutím soudu. Národní telekomunikační regulátor ARCEP by měl v blízké budoucnosti (květen 2022) zveřejnit své stanovisko k dalšímu pokračování služby. |
| 11  | Evropa    | Irsko                          | červen 2021   | |
| 12  | Evropa    | Dánsko                         | červenec 2021 | |
| 13  | Amerika   | Chile                          | červenec 2021 | |
| 14  | Evropa    | Portugalsko                    | srpen 2021    | |
| 15  | Evropa    | Švýcarsko                      | srpen 2021    | |
| 16  | Evropa    | Polsko                         | září 2021     | |
| 17  | Evropa    | Itálie                         | září 2021     | |
| 18  | Evropa    | Česko                          | září 2021     | |
| 19  | Evropa    | Švédsko                        | říjen 2021    | Dostupné v malé jižní části země kvůli omezenému satelitnímu pokrytí. |
| 20  | Amerika   | Mexiko                         | listopad 2021 | |
| 21  | Evropa    | Chorvatsko                     | listopad 2021 | |
| 22  | Evropa    | Litva                          | prosinec 2021 | |
| 23  | Evropa    | Španělsko                      | leden 2022    | |
| 24  | Evropa    | Slovensko                      | leden 2022    | |
| 25  | Evropa    | Slovinsko                      | leden 2022    | |
| 26  | Amerika   | Brazílie                       | leden 2022    | |
| 27  | Oceánie   | Tonga                          | únor 2022     | Nouzová pomoc poskytovaná měsíc po erupci a tsunami v roce 2022 Hunga Tonga-Hunga Ha'apai, pozemní stanice zřízená na šest měsíců na sousedním Fidži. |
| 28  | Evropa    | Bulharsko                      | únor 2022     | |
| 29  | Evropa    | Ukrajina                       | únor 2022     | |
| 30  | Evropa    | Rumunsko                       | duben 2022    | |
| 31  | Evropa    | Lotyšsko                       | duben 2022    | |
| 32  | Evropa    | Řecko                          | duben 2022    | |
| 33  | Evropa    | Maďarsko                       | květen 2022   | |
| 34  | Evropa    | Severní Makedonie              | červen 2022   | |
| 35  | Evropa    | Lucembursko                    | červenec 2022 | |
| 36  | Amerika   | Dominikánská republika         | červenec 2022 | |
| 37  | Evropa    | Moldavsko                      | srpen 2022    | |
| 38  | Evropa    | Estonsko                       | srpen 2022    | |
| 39  | Evropa    | Norsko                         | srpen 2022    | Regiony Svalbard a Jan Mayen pokryty od února 2025 |
| 40  | Evropa    | Malta                          | září 2022     | |
| 41  | Asie      | Írán [zdroj⁠?!]                 | září 2022     | |
| 42  | Asie      | Japonsko                       | říjen 2022    | |
| 43  | Amerika   | Jamajka                        | říjen 2022    | |
| 44  | Evropa    | Finsko                         | listopad 2022 | Autonomní region Åland pokryt od února 2025 |
| 45  | Amerika   | Barbados                       | listopad 2022 | |
| 46  | Amerika   | Peru                           | leden 2023    | |
| 47  | Afrika    | Nigérie                        | leden 2023    | První africký stát se Starlink pokrytím |
| 48  | Amerika   | Kolumbie                       | leden 2023    | |
| 49  | Evropa    | Island                         | únor 2023     | |
| 50  | Afrika    | Rwanda                         | únor 2023     | |
| 51  | Asie      | Filipíny                       | únor 2023     | |
| 52  | Amerika   | Haiti                          | březen 2023   | |
| 53  | Amerika   | Ekvádor                        | březen 2023   | |
| 54  | Amerika   | Salvador                       | duben 2023    | |
| 55  | Amerika   | Panama                         | květen 2023   | |
| 56  | Afrika    | Mosambik                       | červen 2023   | |
| 57  | Amerika   | Trinidad a Tobago              | červen 2023   | |
| 58  | Evropa    | Kypr                           | červenec 2023 | |
| 59  | Amerika   | Guatemala                      | červenec 2023 | |
| 60  | Afrika    | Keňa                           | červenec 2023 | |
| 61  | Asie      | Malajsie                       | červenec 2023 | |
| 62  | Afrika    | Malawi                         | červenec 2023 | |
| 63  | Amerika   | Bahamy                         | srpen 2023    | |
| 64  | Afrika    | Zambie                         | říjen 2023    | |
| 65  | Evropa    | Gruzie                         | listopad 2023 | |
| 66  | Afrika    | Benin                          | listopad 2023 | |
| 67  | Asie      | Maledivy                       | listopad 2023 | |
| 68  | Amerika   | Kostarika                      | listopad 2023 | |
| 69  | Amerika   | Honduras                       | prosinec 2023 | |
| 70  | Afrika    | Svazijsko                      | prosinec 2023 | |
| 71  | Amerika   | Paraguay                       | prosinec 2023 | |
| 72  | Asie      | Mongolsko                      | březen 2024   | |
| 73  | Amerika   | Argentina                      | březen 2024   | |
| 74  | Evropa    | Albánie                        | duben 2024    | |
| 75  | Oceánie   | Mikronésie                     | duben 2024    | |
| 76  | Amerika   | Uruguay                        | květen 2024   | |
| 77  | Asie      | Indonésie                      | květen 2024   | |
| 78  | Oceánie   | Fidži                          | květen 2024   | |
| 79  | Afrika    | Sierra Leone                   | červen 2024   | |
| 80  | Afrika    | Madagaskar                     | červen 2024   | |
| 81  | Oceánie   | Tonga                          | srpen 2024    | |
| 82  | Afrika    | Jižní Súdán                    | srpen 2024    | |
| 83  | Afrika    | Botswana                       | srpen 2024    | |
| 84  | Afrika    | Ghana                          | srpen 2024    | |
| 85  | Oceánie   | Šalomounovy ostrovy            | září 2024     | |
| 86  | Afrika    | Zimbabwe                       | září 2024     | |
| 87  | Asie      | Jemen                          | září 2024     | |
| 88  | Afrika    | Burundi                        | září 2024     | |
| 89  | Oceánie   | Samoa                          | říjen 2024    | |
| 90  | Oceánie   | Vanuatu                        | říjen 2024    | |
| 91  | Asie      | Katar                          | říjen 2024    | Původní pokrytí jen pro podnikatelské subjekty, rezidenční pokrytí od července 2025 |
| 92  | Afrika    | Kapverdy                       | prosinec 2024 | |
| 93  | Asie      | Východní Timor                 | prosinec 2024 | |
| 94  | Oceánie   | Nauru                          | prosinec 2024 | |
| 95  | Evropa    | Kosovo                         | prosinec 2024 | |
| 96  | Afrika    | Libérie                        | leden 2025    | |
| 97  | Oceánie   | Tuvalu                         | leden 2025    | |
| 98  | Asie      | Bhútán                         | únor 2025     | |
| 99  | Afrika    | Niger                          | březen 2025   | |
| 100 | Oceánie   | Kiribati                       | březen 2025   | |
| 101 | Asie      | Arménie                        | březen 2025   | |
| 102 | Asie      | Omán                           | březen 2025   | |
| 103 | Asie      | Ázerbájdžán                    | březen 2025   | |
| 104 | Amerika   | Guyana                         | duben 2025    | |
| 105 | Asie      | Jordánsko                      | duben 2025    | |
| 106 | Amerika   | Svatý Vincenc a Grenadiny      | duben 2025    | |
| 107 | Asie      | Bahrajn                        | květen 2025   | |
| 108 | Asie      | Bangladéš                      | květen 2025   | |
| 109 | Afrika    | Konžská demokratická republika | červen 2025   | |
| 110 | Amerika   | Dominikánská republika         | červen 2025   | |
| 111 | Oceánie   | Marshallovy ostrovy            | červen 2025   | |
| 112 | Afrika    | Guinea-Bissau                  | červen 2025   | |
| 113 | Afrika    | Lesotho                        | červen 2025   | |
| 114 | Asie      | Srí Lanka                      | červenec 2025 | |
| 115 | Afrika    | Čad                            | červenec 2025 | |
| 116 | Afrika    | Somálsko                       | srpen 2025    | |
| 117 | Afrika    | Antigua a Barbuda              | srpen 2025    | |
| 118 | Asie      | Kazachstán                     | srpen 2025    | |

### Vývoj počtu uživatelů

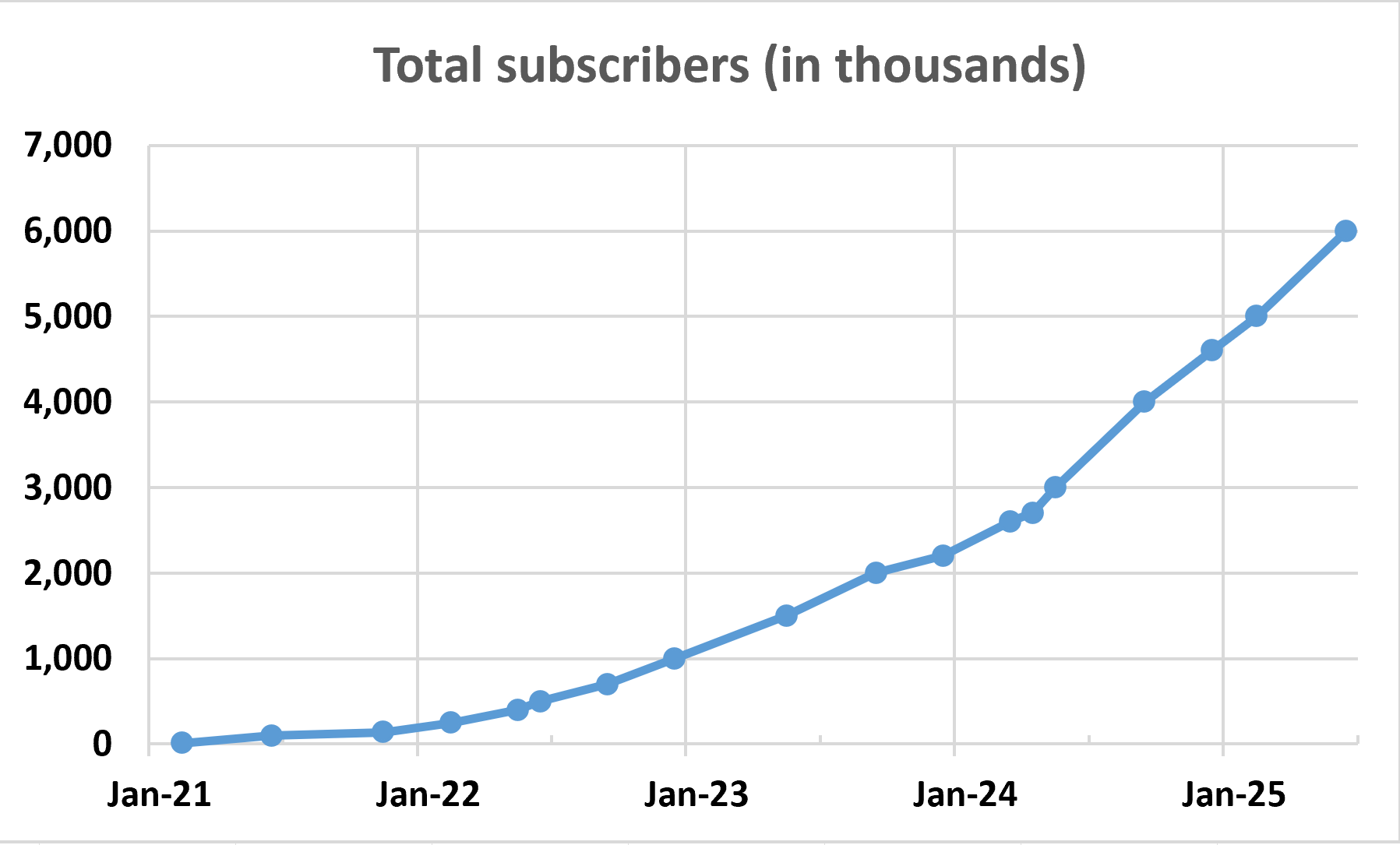
Počet uživatelů sítě Starlink

| Měsíc         | Počet uživatelů sítě |
| ------------- | -------------------- |
| Únor 2021     | 10 000               |
| Červen 2021   | 100 000              |
| Únor 2022     | 250 000              |
| Květen 2022   | 400 000              |
| Červen 2022   | 500 000              |
| Září 2022     | 700 000              |
| Prosinec 2022 | 1 000 000            |
| Květen 2023   | 1 500 000            |
| Září 2023     | 2 000 000            |
| Prosinec 2023 | 2 300 000            |
| Květen 2024   | 3 000 000            |
| Září 2024     | 4 000 000            |
| Prosinec 2024 | 4 600 000            |
| Červen 2025   | 6 000 000            |

## Význam ve světovém dění
Starlinku je připisován významný podíl na úspěších ukrajinské armády v bojích s ruskou invazí na Ukrajinu v roce 2022. Elon Musk se po jejím začátku rozhodl poskytnout ukrajinské armádě přístup k dosud nehotové síti Starlinku dosahující na Ukrajinu, čímž jí poskytl obrovskou výhodu v oblasti internetového připojení, která byla mimo jiné základem ukrajinských úspěchů na poli dronové války. Na začátku roku 2025 po nástupu Donalda Trumpa do úřadu prezidenta USA došlo v Bílém domě k selhání rozhovorů mezi Ukrajinou a USA a následně k hrozbě USA o ukončení poskytování služeb Starlinku bránící se Ukrajině. To způsobilo celosvětový pokles zájmu o služby Starlink a Polsko oznámilo přechod na služby francouzské firmy Eutelsat k zajištění internetové konektivity pro boje na Ukrajině.